# 1830
Portal Geschichte | Portal Biografien | Aktuelle Ereignisse | Jahreskalender | Tagesartikel

◄ |
18. Jahrhundert |
19. Jahrhundert
| 20. Jahrhundert | ►

◄ |
1800er |
1810er |
1820er |
1830er
| 1840er | 1850er | 1860er | ►

◄◄ |
◄ |
1826 |
1827 |
1828 |
1829 |
1830
| 1831 | 1832 | 1833 | 1834 | ► | ►►
Staatsoberhäupter · Wahlen · Nekrolog  · Literaturjahr · Musikjahr   · Wissenschaftsjahr· Bahnjahr
| Januar | Januar | Januar | Januar | Januar | Januar | Januar | Januar |
| Kw     | Mo     | Di     | Mi     | Do     | Fr     | Sa     | So     |
| ------ | ------ | ------ | ------ | ------ | ------ | ------ | ------ |
| 53     |        |        |        |        | 1      | 2      | 3      |
| 1      | 4      | 5      | 6      | 7      | 8      | 9      | 10     |
| 2      | 11     | 12     | 13     | 14     | 15     | 16     | 17     |
| 3      | 18     | 19     | 20     | 21     | 22     | 23     | 24     |
| 4      | 25     | 26     | 27     | 28     | 29     | 30     | 31     |

| Februar | Februar | Februar | Februar | Februar | Februar | Februar | Februar |
| Kw      | Mo      | Di      | Mi      | Do      | Fr      | Sa      | So      |
| ------- | ------- | ------- | ------- | ------- | ------- | ------- | ------- |
| 5       | 1       | 2       | 3       | 4       | 5       | 6       | 7       |
| 6       | 8       | 9       | 10      | 11      | 12      | 13      | 14      |
| 7       | 15      | 16      | 17      | 18      | 19      | 20      | 21      |
| 8       | 22      | 23      | 24      | 25      | 26      | 27      | 28      |

| März | März | März | März | März | März | März | März |
| Kw   | Mo   | Di   | Mi   | Do   | Fr   | Sa   | So   |
| ---- | ---- | ---- | ---- | ---- | ---- | ---- | ---- |
| 9    | 1    | 2    | 3    | 4    | 5    | 6    | 7    |
| 10   | 8    | 9    | 10   | 11   | 12   | 13   | 14   |
| 11   | 15   | 16   | 17   | 18   | 19   | 20   | 21   |
| 12   | 22   | 23   | 24   | 25   | 26   | 27   | 28   |
| 13   | 29   | 30   | 31   |      |      |      |      |

| April | April | April | April | April | April | April | April |
| Kw    | Mo    | Di    | Mi    | Do    | Fr    | Sa    | So    |
| ----- | ----- | ----- | ----- | ----- | ----- | ----- | ----- |
| 13    |       |       |       | 1     | 2     | 3     | 4     |
| 14    | 5     | 6     | 7     | 8     | 9     | 10    | 11    |
| 15    | 12    | 13    | 14    | 15    | 16    | 17    | 18    |
| 16    | 19    | 20    | 21    | 22    | 23    | 24    | 25    |
| 17    | 26    | 27    | 28    | 29    | 30    |       |       |

| Mai | Mai | Mai | Mai | Mai | Mai | Mai | Mai |
| Kw  | Mo  | Di  | Mi  | Do  | Fr  | Sa  | So  |
| --- | --- | --- | --- | --- | --- | --- | --- |
| 17  |     |     |     |     |     | 1   | 2   |
| 18  | 3   | 4   | 5   | 6   | 7   | 8   | 9   |
| 19  | 10  | 11  | 12  | 13  | 14  | 15  | 16  |
| 20  | 17  | 18  | 19  | 20  | 21  | 22  | 23  |
| 21  | 24  | 25  | 26  | 27  | 28  | 29  | 30  |
| 22  | 31  |     |     |     |     |     |     |

| Juni | Juni | Juni | Juni | Juni | Juni | Juni | Juni |
| Kw   | Mo   | Di   | Mi   | Do   | Fr   | Sa   | So   |
| ---- | ---- | ---- | ---- | ---- | ---- | ---- | ---- |
| 22   |      | 1    | 2    | 3    | 4    | 5    | 6    |
| 23   | 7    | 8    | 9    | 10   | 11   | 12   | 13   |
| 24   | 14   | 15   | 16   | 17   | 18   | 19   | 20   |
| 25   | 21   | 22   | 23   | 24   | 25   | 26   | 27   |
| 26   | 28   | 29   | 30   |      |      |      |      |

| Juli | Juli | Juli | Juli | Juli | Juli | Juli | Juli |
| Kw   | Mo   | Di   | Mi   | Do   | Fr   | Sa   | So   |
| ---- | ---- | ---- | ---- | ---- | ---- | ---- | ---- |
| 26   |      |      |      | 1    | 2    | 3    | 4    |
| 27   | 5    | 6    | 7    | 8    | 9    | 10   | 11   |
| 28   | 12   | 13   | 14   | 15   | 16   | 17   | 18   |
| 29   | 19   | 20   | 21   | 22   | 23   | 24   | 25   |
| 30   | 26   | 27   | 28   | 29   | 30   | 31   |      |

| August | August | August | August | August | August | August | August |
| Kw     | Mo     | Di     | Mi     | Do     | Fr     | Sa     | So     |
| ------ | ------ | ------ | ------ | ------ | ------ | ------ | ------ |
| 30     |        |        |        |        |        |        | 1      |
| 31     | 2      | 3      | 4      | 5      | 6      | 7      | 8      |
| 32     | 9      | 10     | 11     | 12     | 13     | 14     | 15     |
| 33     | 16     | 17     | 18     | 19     | 20     | 21     | 22     |
| 34     | 23     | 24     | 25     | 26     | 27     | 28     | 29     |
| 35     | 30     | 31     |        |        |        |        |        |

| September | September | September | September | September | September | September | September |
| Kw        | Mo        | Di        | Mi        | Do        | Fr        | Sa        | So        |
| --------- | --------- | --------- | --------- | --------- | --------- | --------- | --------- |
| 35        |           |           | 1         | 2         | 3         | 4         | 5         |
| 36        | 6         | 7         | 8         | 9         | 10        | 11        | 12        |
| 37        | 13        | 14        | 15        | 16        | 17        | 18        | 19        |
| 38        | 20        | 21        | 22        | 23        | 24        | 25        | 26        |
| 39        | 27        | 28        | 29        | 30        |           |           |           |

| Oktober | Oktober | Oktober | Oktober | Oktober | Oktober | Oktober | Oktober |
| Kw      | Mo      | Di      | Mi      | Do      | Fr      | Sa      | So      |
| ------- | ------- | ------- | ------- | ------- | ------- | ------- | ------- |
| 39      |         |         |         |         | 1       | 2       | 3       |
| 40      | 4       | 5       | 6       | 7       | 8       | 9       | 10      |
| 41      | 11      | 12      | 13      | 14      | 15      | 16      | 17      |
| 42      | 18      | 19      | 20      | 21      | 22      | 23      | 24      |
| 43      | 25      | 26      | 27      | 28      | 29      | 30      | 31      |

| November | November | November | November | November | November | November | November |
| Kw       | Mo       | Di       | Mi       | Do       | Fr       | Sa       | So       |
| -------- | -------- | -------- | -------- | -------- | -------- | -------- | -------- |
| 44       | 1        | 2        | 3        | 4        | 5        | 6        | 7        |
| 45       | 8        | 9        | 10       | 11       | 12       | 13       | 14       |
| 46       | 15       | 16       | 17       | 18       | 19       | 20       | 21       |
| 47       | 22       | 23       | 24       | 25       | 26       | 27       | 28       |
| 48       | 29       | 30       |          |          |          |          |          |

| Dezember | Dezember | Dezember | Dezember | Dezember | Dezember | Dezember | Dezember |
| Kw       | Mo       | Di       | Mi       | Do       | Fr       | Sa       | So       |
| -------- | -------- | -------- | -------- | -------- | -------- | -------- | -------- |
| 48       |          |          | 1        | 2        | 3        | 4        | 5        |
| 49       | 6        | 7        | 8        | 9        | 10       | 11       | 12       |
| 50       | 13       | 14       | 15       | 16       | 17       | 18       | 19       |
| 51       | 20       | 21       | 22       | 23       | 24       | 25       | 26       |
| 52       | 27       | 28       | 29       | 30       | 31       |          |          |

| Januar | Januar | Januar | Januar | Januar | Januar | Januar | Januar |
| Kw     | Mo     | Di     | Mi     | Do     | Fr     | Sa     | So     |
| ------ | ------ | ------ | ------ | ------ | ------ | ------ | ------ |
| 53     |        |        |        |        | 1      | 2      | 3      |
| 1      | 4      | 5      | 6      | 7      | 8      | 9      | 10     |
| 2      | 11     | 12     | 13     | 14     | 15     | 16     | 17     |
| 3      | 18     | 19     | 20     | 21     | 22     | 23     | 24     |
| 4      | 25     | 26     | 27     | 28     | 29     | 30     | 31     |

| Februar | Februar | Februar | Februar | Februar | Februar | Februar | Februar |
| Kw      | Mo      | Di      | Mi      | Do      | Fr      | Sa      | So      |
| ------- | ------- | ------- | ------- | ------- | ------- | ------- | ------- |
| 5       | 1       | 2       | 3       | 4       | 5       | 6       | 7       |
| 6       | 8       | 9       | 10      | 11      | 12      | 13      | 14      |
| 7       | 15      | 16      | 17      | 18      | 19      | 20      | 21      |
| 8       | 22      | 23      | 24      | 25      | 26      | 27      | 28      |

| März | März | März | März | März | März | März | März |
| Kw   | Mo   | Di   | Mi   | Do   | Fr   | Sa   | So   |
| ---- | ---- | ---- | ---- | ---- | ---- | ---- | ---- |
| 9    | 1    | 2    | 3    | 4    | 5    | 6    | 7    |
| 10   | 8    | 9    | 10   | 11   | 12   | 13   | 14   |
| 11   | 15   | 16   | 17   | 18   | 19   | 20   | 21   |
| 12   | 22   | 23   | 24   | 25   | 26   | 27   | 28   |
| 13   | 29   | 30   | 31   |      |      |      |      |

| April | April | April | April | April | April | April | April |
| Kw    | Mo    | Di    | Mi    | Do    | Fr    | Sa    | So    |
| ----- | ----- | ----- | ----- | ----- | ----- | ----- | ----- |
| 13    |       |       |       | 1     | 2     | 3     | 4     |
| 14    | 5     | 6     | 7     | 8     | 9     | 10    | 11    |
| 15    | 12    | 13    | 14    | 15    | 16    | 17    | 18    |
| 16    | 19    | 20    | 21    | 22    | 23    | 24    | 25    |
| 17    | 26    | 27    | 28    | 29    | 30    |       |       |

| Mai | Mai | Mai | Mai | Mai | Mai | Mai | Mai |
| Kw  | Mo  | Di  | Mi  | Do  | Fr  | Sa  | So  |
| --- | --- | --- | --- | --- | --- | --- | --- |
| 17  |     |     |     |     |     | 1   | 2   |
| 18  | 3   | 4   | 5   | 6   | 7   | 8   | 9   |
| 19  | 10  | 11  | 12  | 13  | 14  | 15  | 16  |
| 20  | 17  | 18  | 19  | 20  | 21  | 22  | 23  |
| 21  | 24  | 25  | 26  | 27  | 28  | 29  | 30  |
| 22  | 31  |     |     |     |     |     |     |

| Juni | Juni | Juni | Juni | Juni | Juni | Juni | Juni |
| Kw   | Mo   | Di   | Mi   | Do   | Fr   | Sa   | So   |
| ---- | ---- | ---- | ---- | ---- | ---- | ---- | ---- |
| 22   |      | 1    | 2    | 3    | 4    | 5    | 6    |
| 23   | 7    | 8    | 9    | 10   | 11   | 12   | 13   |
| 24   | 14   | 15   | 16   | 17   | 18   | 19   | 20   |
| 25   | 21   | 22   | 23   | 24   | 25   | 26   | 27   |
| 26   | 28   | 29   | 30   |      |      |      |      |

| Juli | Juli | Juli | Juli | Juli | Juli | Juli | Juli |
| Kw   | Mo   | Di   | Mi   | Do   | Fr   | Sa   | So   |
| ---- | ---- | ---- | ---- | ---- | ---- | ---- | ---- |
| 26   |      |      |      | 1    | 2    | 3    | 4    |
| 27   | 5    | 6    | 7    | 8    | 9    | 10   | 11   |
| 28   | 12   | 13   | 14   | 15   | 16   | 17   | 18   |
| 29   | 19   | 20   | 21   | 22   | 23   | 24   | 25   |
| 30   | 26   | 27   | 28   | 29   | 30   | 31   |      |

| August | August | August | August | August | August | August | August |
| Kw     | Mo     | Di     | Mi     | Do     | Fr     | Sa     | So     |
| ------ | ------ | ------ | ------ | ------ | ------ | ------ | ------ |
| 30     |        |        |        |        |        |        | 1      |
| 31     | 2      | 3      | 4      | 5      | 6      | 7      | 8      |
| 32     | 9      | 10     | 11     | 12     | 13     | 14     | 15     |
| 33     | 16     | 17     | 18     | 19     | 20     | 21     | 22     |
| 34     | 23     | 24     | 25     | 26     | 27     | 28     | 29     |
| 35     | 30     | 31     |        |        |        |        |        |

| September | September | September | September | September | September | September | September |
| Kw        | Mo        | Di        | Mi        | Do        | Fr        | Sa        | So        |
| --------- | --------- | --------- | --------- | --------- | --------- | --------- | --------- |
| 35        |           |           | 1         | 2         | 3         | 4         | 5         |
| 36        | 6         | 7         | 8         | 9         | 10        | 11        | 12        |
| 37        | 13        | 14        | 15        | 16        | 17        | 18        | 19        |
| 38        | 20        | 21        | 22        | 23        | 24        | 25        | 26        |
| 39        | 27        | 28        | 29        | 30        |           |           |           |

| Oktober | Oktober | Oktober | Oktober | Oktober | Oktober | Oktober | Oktober |
| Kw      | Mo      | Di      | Mi      | Do      | Fr      | Sa      | So      |
| ------- | ------- | ------- | ------- | ------- | ------- | ------- | ------- |
| 39      |         |         |         |         | 1       | 2       | 3       |
| 40      | 4       | 5       | 6       | 7       | 8       | 9       | 10      |
| 41      | 11      | 12      | 13      | 14      | 15      | 16      | 17      |
| 42      | 18      | 19      | 20      | 21      | 22      | 23      | 24      |
| 43      | 25      | 26      | 27      | 28      | 29      | 30      | 31      |

| November | November | November | November | November | November | November | November |
| Kw       | Mo       | Di       | Mi       | Do       | Fr       | Sa       | So       |
| -------- | -------- | -------- | -------- | -------- | -------- | -------- | -------- |
| 44       | 1        | 2        | 3        | 4        | 5        | 6        | 7        |
| 45       | 8        | 9        | 10       | 11       | 12       | 13       | 14       |
| 46       | 15       | 16       | 17       | 18       | 19       | 20       | 21       |
| 47       | 22       | 23       | 24       | 25       | 26       | 27       | 28       |
| 48       | 29       | 30       |          |          |          |          |          |

| Dezember | Dezember | Dezember | Dezember | Dezember | Dezember | Dezember | Dezember |
| Kw       | Mo       | Di       | Mi       | Do       | Fr       | Sa       | So       |
| -------- | -------- | -------- | -------- | -------- | -------- | -------- | -------- |
| 48       |          |          | 1        | 2        | 3        | 4        | 5        |
| 49       | 6        | 7        | 8        | 9        | 10       | 11       | 12       |
| 50       | 13       | 14       | 15       | 16       | 17       | 18       | 19       |
| 51       | 20       | 21       | 22       | 23       | 24       | 25       | 26       |
| 52       | 27       | 28       | 29       | 30       | 31       |          |          |

Das Jahr 1830 steht in weiten Teilen Europas im Zeichen revolutionärer Bewegungen. Als prägende Ereignisse gehen die französische Julirevolution, die belgische Revolution und der polnische Novemberaufstand in die Geschichte ein. Auch in deutschen und italienischen Staaten kommt es zu Unruhen. In Großbritannien setzt sich unter dem neuen König Wilhelm IV. allmählich ein politischer Reformkurs durch. Auf dem Balkan ändern sich offiziell die Machtverhältnisse: Während Griechenland die volle staatliche Souveränität erlangen kann, gesteht der osmanische Sultan Serbien eine weitergehende Autonomie zu. 
Das Jahr 1830 markiert eine entscheidende Zäsur in der Indianerpolitik der Vereinigten Staaten. Hat man bisher überwiegend versucht, Verträge mit den Ureinwohnern zu schließen, bildet der in diesem Jahr beschlossene Indian Removal Act die Grundlage für die Vertreibung der Indianer in Reservate. An der Grenze zu Mexiko nehmen als Folge eines neuen Einwanderungsgesetzes Zusammenstöße zwischen US-Siedlern und mexikanischen Soldaten zu. Ohne den außenpolitischen Druck durch die spanische Kolonialmacht schwindet in dem gerade erst unabhängigen Großkolumbien der innere Zusammenhalt. Von dem Staatsverband spalten sich daher neue Staaten wie Ecuador und Venezuela ab. Weiters tritt die Verfassung des zwei Jahre zuvor gegründeten Uruguay in Kraft. Chile erlebt einen Bürgerkrieg, aus dem die konservativen Kräfte gestärkt hervorgehen. 
In Afrika beginnt die französische Eroberung Algeriens. Der ägyptische Statthalter Muhammad Ali beansprucht eine erbliche Herrscherwürde über Ägypten und Syrien. Diese Politik führt in den folgenden Jahren zu einer militärischen Eskalation im Nahen Osten mit dem Osmanischen Reich. 
Südostasien gerät gegenüber europäischen Kolonialmächten in die Defensive. Während die Niederlande einen Aufstand in Java niederschlagen können und ihre Herrschaft festigen, baut in China die britische East India Company ihren illegalen Schmuggelhandel mit Opium weiter aus. 
In technischer Hinsicht nimmt vor allem in Großbritannien der Ausbau des Eisenbahnnetzes neue Größendimensionen an.

## Ereignisse

### Politik und Weltgeschehen

#### Revolutionen und Aufstände in Europa

##### Frankreich
- 5./13. Juli: Bei den Parlamentswahlen werden die oppositionellen Liberalen gestärkt und gewinnen 52 Sitze dazu.
- 25. Juli: König Karl X. von Frankreich unterzeichnet im Schloss Saint-Cloud die Juliordonnanzen. Er ordnet darin an, die Pressezensur einzuführen und den Wahlzensus nach oben zu setzen. Damit sind etwa 75 % der bisherigen Wähler nicht mehr wahlberechtigt. Die Verordnungen werden am nächsten Morgen veröffentlicht.
- 27. Juli: In Paris beginnt als Reaktion auf die Juliordonnanzen  die Julirevolution von Handwerkern, Arbeitern und Studenten gegen die Restaurationspolitik der Bourbonen. Es kommt zu Barrikadenkämpfen. Der König verreist inzwischen auf seinen Landsitz auf Schloss Rambouillet. Am 29. Juli ziehen sich die königlichen Truppen, die in dieser Zeit keine Anweisungen erhalten haben, aus Paris zurück. Ministerpräsident Jules de Polignac flieht aus der Stadt.

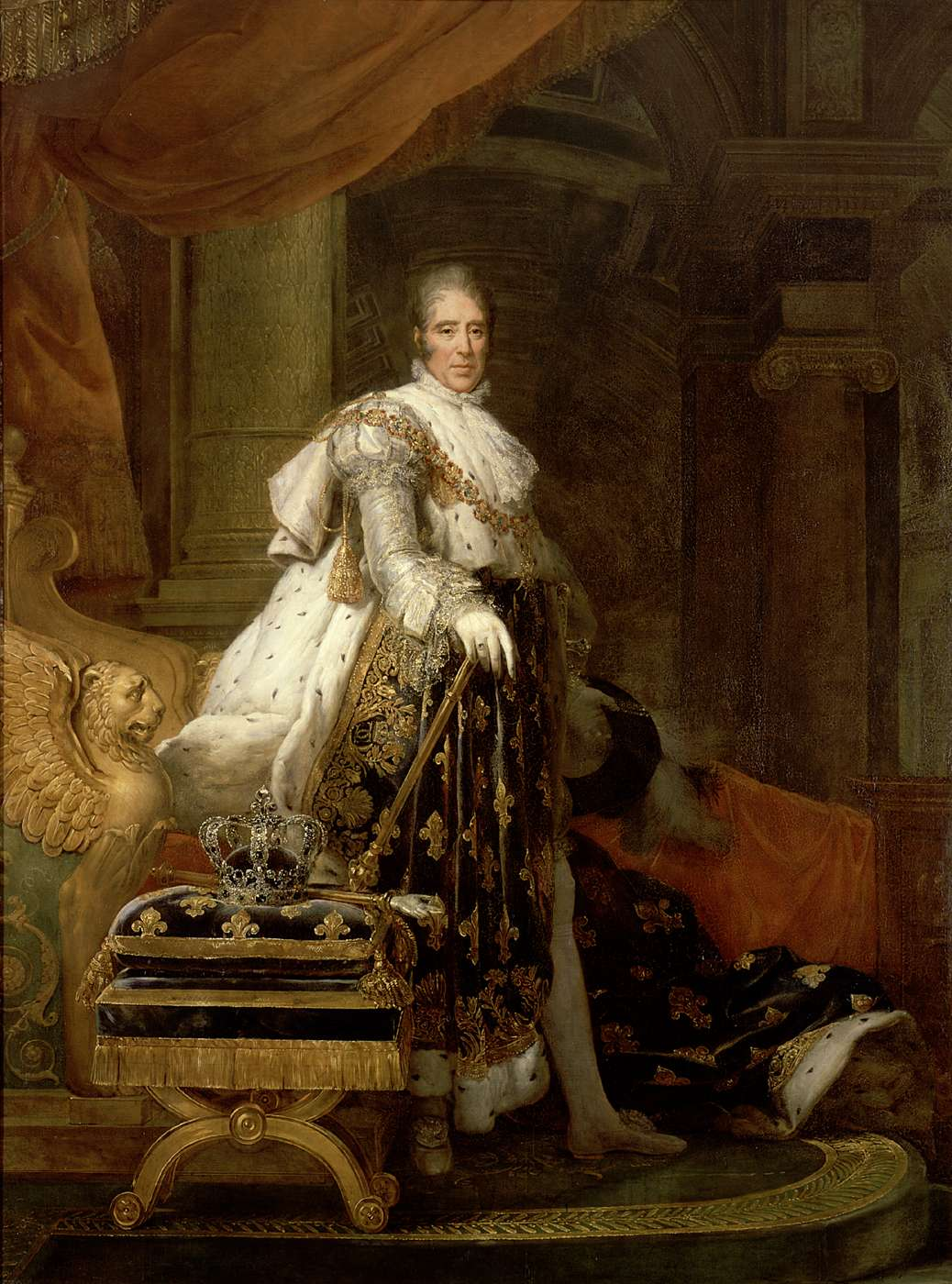
König Karl X. von Frankreich

- 2. August: König Karl X. verzichtet zugunsten seines Enkels Henri d’Artois auf den Thron. Die Thronfolge des Neunjährigen wird vom Parlament jedoch nicht anerkannt, nur eine kleine Fraktion von Legitimisten unterstützt seinen Thronanspruch.
- 7. August: Das Parlament proklamiert Louis-Philippe, den Herzog von Orléans, zum König der Franzosen. Adolphe Thiers und François Guizot gehören zu den entschiedenen Fürsprechern dieser Entscheidung.

Louis-Philippe I., König der Franzosen, schwört den Eid auf die neue Verfassung

- 9. August: Der Herzog von Orléans nimmt als Louis-Philippe I. die ihm angetragene Königskrone an. Die vom Großbürgertum dominierte sogenannte Julimonarchie beginnt.
- 16. August: Karl X. schifft sich nach England ein.

##### Belgien
- 4. Oktober: Nach einem von Brüssel ausgehenden Aufstand erklärt sich Belgien für unabhängig von den Niederlanden.
- 20. Dezember: Im Londoner Protokoll erkennen die europäischen Großmächte die Unabhängigkeit Belgiens an, verlangen aber strikte Neutralität des Landes.

##### Deutscher Bund
- 30. August: In Aachen äußert sich sozialer Protest über vor allem durch das Trucksystem hervorgerufene miserable Lebensbedingungen in Unruhen. Die Bürgerwehr stellt „Ruhe und Ordnung“ wieder her.
- 16. September: Nach der willkürlichen Verhaftung mehrerer Schneidergesellen bricht in Berlin die Schneiderrevolution aus. Sie wird bis zum 20. September gewaltsam vom Militär niedergeschlagen.

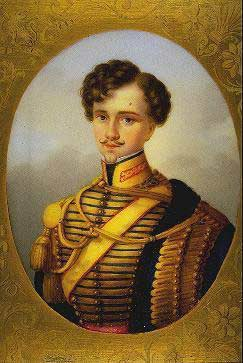
Karl II. von Braunschweig

- 7. September: Bei einem Aufstand in Braunschweig wird Herzog Karl II. vertrieben und das erste Braunschweiger Schloss niedergebrannt
- 24. bis 28. Dezember: Während der Münchner Weihnachtstumulte kommt es zu mehreren Zusammenstößen zwischen Studenten und Handwerksburschen einerseits sowie Soldaten der Münchner Garnison und bürgerlicher Landwehr andererseits. Der Anlass der Auseinandersetzungen ist die temporäre Verhaftung zweier Studenten. Die Professoren Friedrich Thiersch und Friedrich Wilhelm Joseph Schelling können am 29. Dezember mäßigend auf die Studentenschaft einwirken. Harsche Bestrafungen durch König Ludwig I. von Bayern wie kollektive Universitäts- und Stadtverweise werden nach wenigen Tagen wieder aufgehoben.

##### Schweiz
- Ab September gibt es in den meisten Schweizer Kantonen Volksaufstände, welche die aristokratischen Regimes stürzen und in rund der Hälfte der Kantone bis 1831 zu liberalen Verfassungen führen.

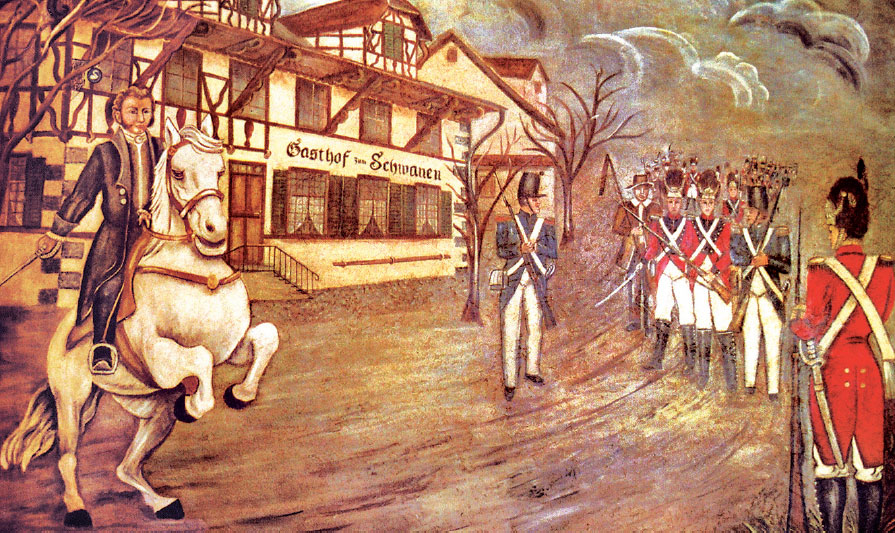
Heinrich Fischer sammelt vor seinem Wirtshaus in Merenschwand die ersten Freiwilligen für den Zug nach Aarau.

- 6. Dezember: Freiämtersturm im Kanton Aargau: Aufständische, angeführt von Johann Heinrich Fischer, besetzen die Kantonshauptstadt Aarau.

##### Novemberaufstand in Polen

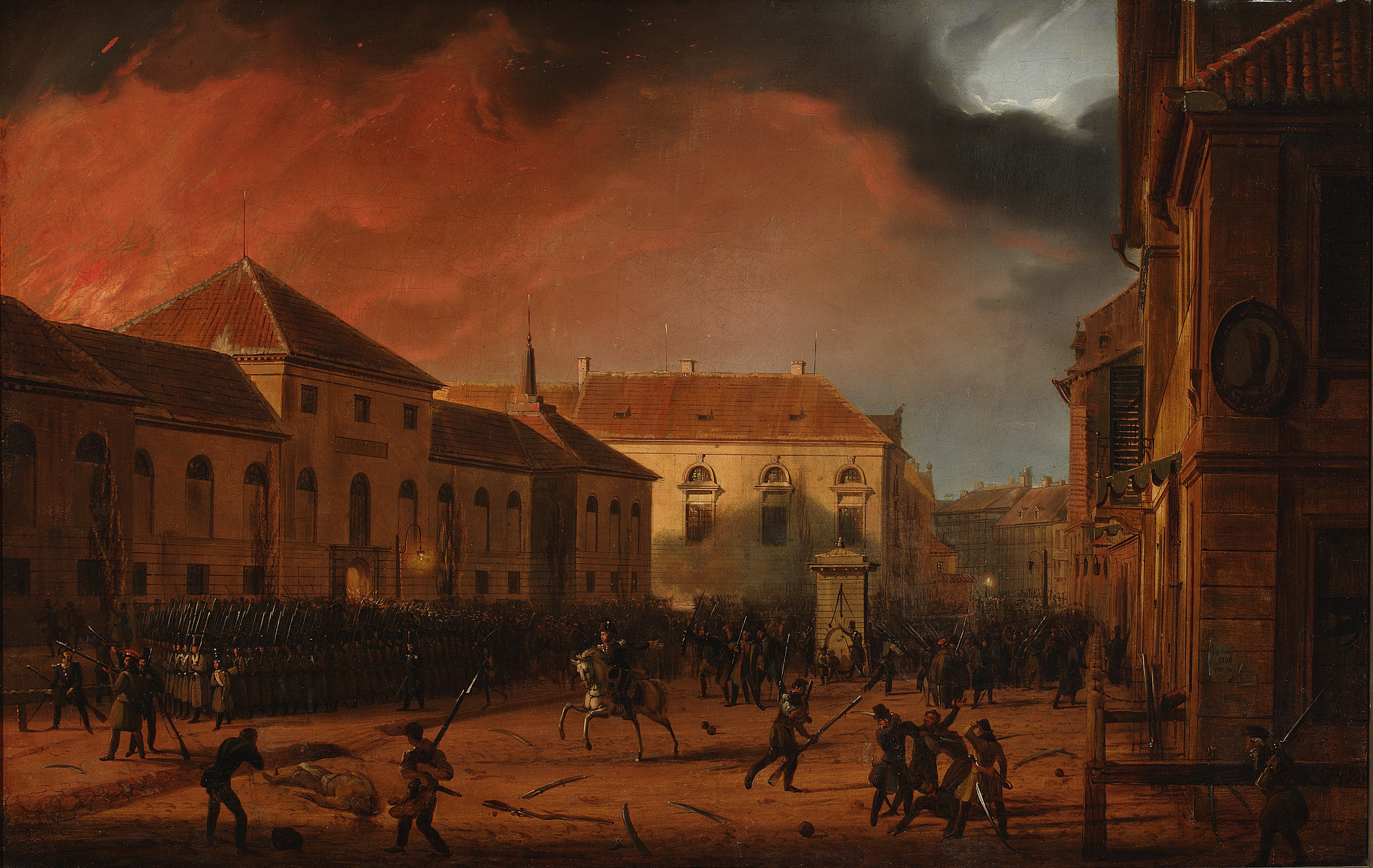
Einnahme des Warschauer Arsenals

- 29. November: In Warschau beginnt, orientiert am Beispiel der französischen Julirevolution, der Novemberaufstand in Polen gegen die russische Herrschaft. Eine Gruppe von Verschwörern, unter ihnen Ludwik Mierosławski, greift den Belvedere-Palast an, mit dem Ziel den faktischen Vizekönig Konstantin Pawlowitsch Romanow, den Bruder des Zaren, zu töten. Der schlecht geplante Anschlag misslingt, die russischen Truppen und Großfürst Konstantin Pawlowitsch Romanow ziehen sich jedoch überrascht aus Polen zurück. Nun beginnen sich auch hohe polnische Offiziere und führende Politiker am Aufstand zu beteiligen. Die Fürsten Franciszek Ksawery Drucki-Lubecki und Adam Jerzy Czartoryski versuchen die Unruhen zu beenden und verhandeln mit dem Großfürsten.
- 3. Dezember: Eine vorläufige Regierung unter Beteiligung des Historikers Joachim Lelewel wird gegründet. Józef Chłopicki wird Oberbefehlshaber der Armee.
- 5. Dezember: Józef Chłopicki wird zum Diktator ernannt und am 18. Dezember vom Sejm in dieser Position bestätigt. Chłopicki glaubt nicht an einen polnischen Sieg und versucht daher in Verhandlungen mit dem Russischen Zaren Konzessionen für Polen zu erreichen.

#### Sonstige Ereignisse in Europa

##### Griechenland
- 3. Februar: Mit dem zweiten Londoner Protokoll zu Griechenland wird das Ziel der Griechischen Revolution, ein vom Osmanischen Reich unabhängiges Griechenland, zwar erreicht, jedoch auf Druck von Großbritannien, Russland und Frankreich nicht als Republik unter Präsident Ioannis Kapodistrias, sondern als Monarchie.

##### Großbritannien
- 26. Juni: Nach dem Tod seines Bruders Georg IV. wird Wilhelm IV. König des Vereinigten Königreichs von Großbritannien und Irland und zugleich König von Hannover.

##### Serbien
- 12. Dezember: Das Osmanische Reich erkennt die faktische Eigenständigkeit Serbiens an, die Miloš Obrenović erkämpft hat. Völkerrechtlich wird das Land jedoch erst 1878 unabhängig.

#### Afrika
- 14. Juni: Französische Truppen unter dem Befehl des Comte de Bourmont landen im heutigen Algerien und beginnen mit der Eroberung des Landes, die sich zuerst gegen Algier richtet.
- 5. Juli: Frankreich kann mit seinen Truppen das bekämpfte Algier einnehmen, was den Auftakt zur weiteren Eroberung Algeriens bildet. Es folgt die Eroberung von Oran und Beleb el-Anab. Unter Abd el-Kader, der die Berber im Westen des Landes einigt, bildet sich Widerstand gegen die französischen Angriffe.
- 1. Oktober: In Nordafrika stellt die französische Kolonialarmee das erste Zuaven-Korps auf. Die Söldner zeichnen sich durch ihre Tapferkeit aus.

#### Russisches Kaiserreich
- Am Fluss Ischim wird die russische Festung Akmolinsk, die heutige Stadt Astana, gegründet.

#### Amerika

##### Der Zerfall Großkolumbiens
- 13. Mai: Ecuador wird unabhängige Republik und löst sich von Großkolumbien.

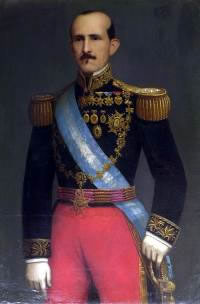
Juan José Flores

- 11. September: In Ecuador, das im Mai aus Großkolumbien ausgeschieden ist, wählt das Parlament Juan José Flores in Riobamba zum ersten Präsidenten des Landes.

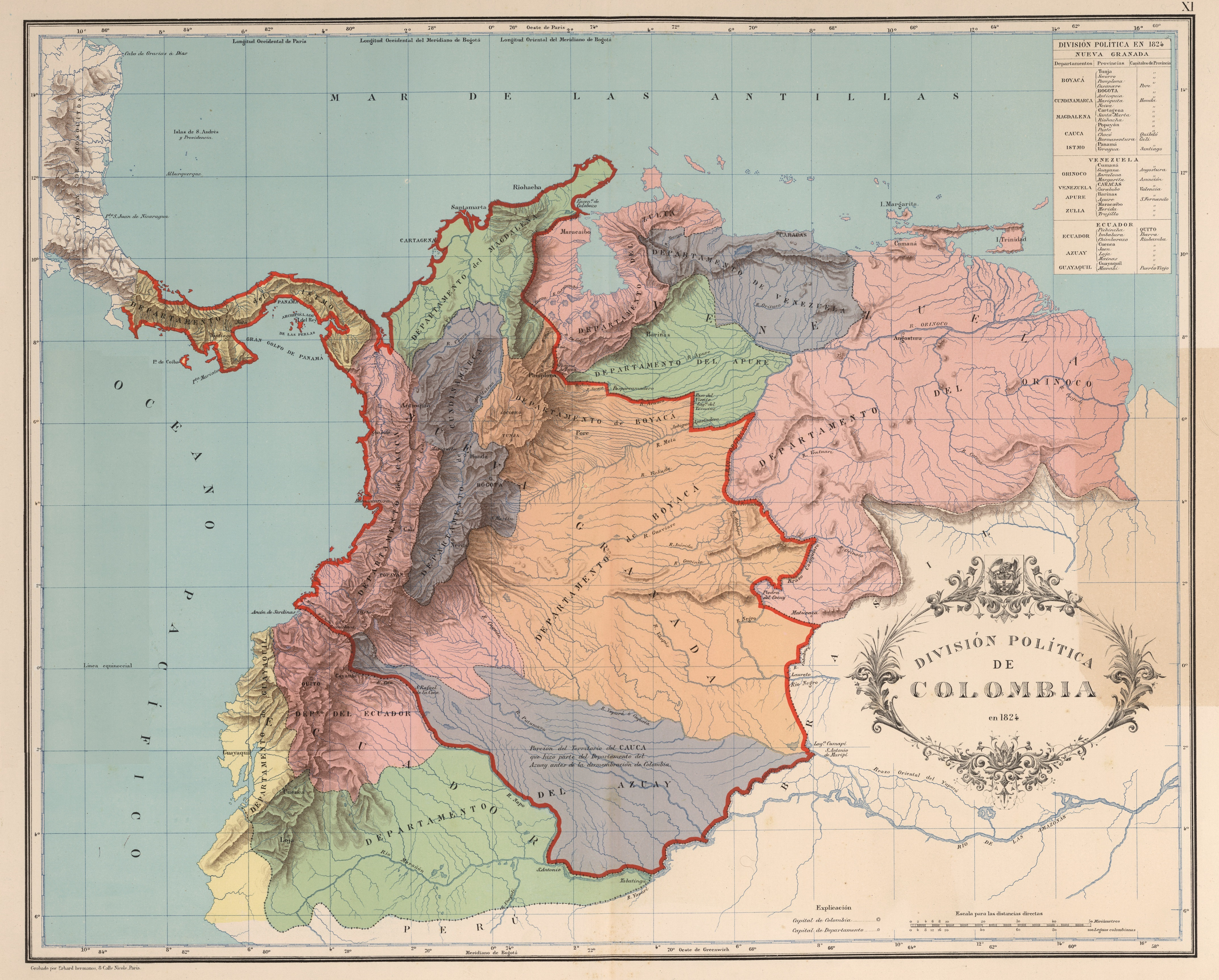
Groß-Kolumbien und dessen Nachfolgerstaat Neu-Granada

- 14. September: Venezuela wird selbständig. Der Rest Großkolumbiens bildet die Republik Neugranada.

##### Mexiko
- 8. April: Mexiko untersagt den USA die weitere Kolonisation von Texas.

##### Vereinigte Staaten von Amerika
- 28. Mai: Indianerpolitik der Vereinigten Staaten#Umsiedlung in den Westen (ab 1830): US-Präsident Jackson unterzeichnet den Indian Removal Act zur zwangsweisen Umsiedlung der Indianer Nordamerikas. Es autorisiert den Präsidenten, Distrikte westlich des Mississippi festzulegen, in die die Indianer auch ohne deren Einverständnis umgesiedelt werden können. John Ross, Häuptling der Cherokee, strengt daraufhin eine Klage gegen die Vereinigten Staaten vor dem Obersten Gerichtshof an.

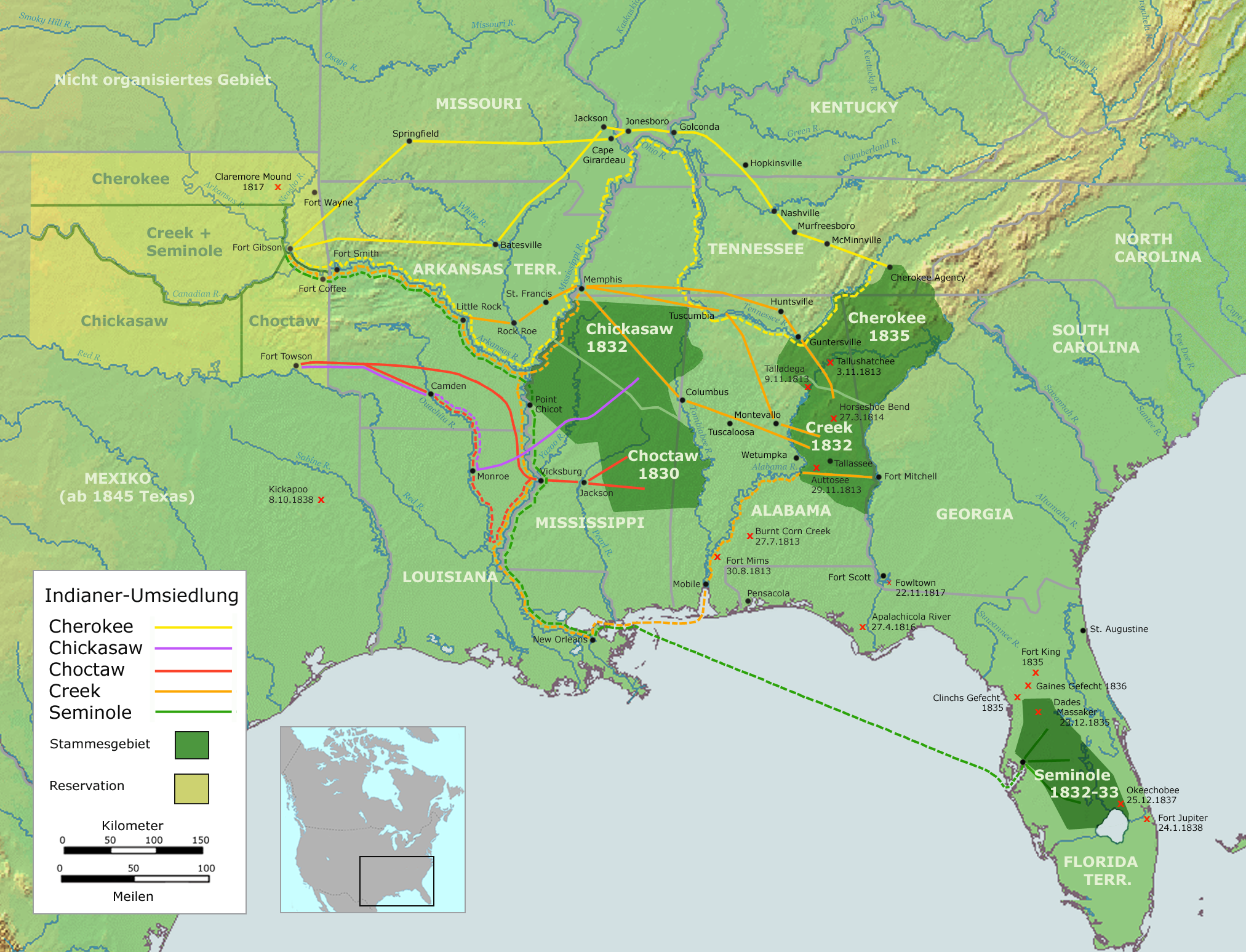
Pfad der Tränen ab 1830

- 27. September: Auf Basis des Indian Removal Act schließen die USA mit den Choctaw den Vertrag von Dancing Rabbit Creek. Mit Abschluss des Vertrages tauschen die Choctaw rund 45.000 Quadratkilometer ihres angestammten Siedlungsgebietes im heutigen Bundesstaat Mississippi gegen 61.000 Quadratkilometer im Indianer-Territorium im heutigen Oklahoma ein. Die Choctaw werden damit zur ersten der Fünf zivilisierten Nationen, die von der Regierung nach Oklahoma umgesiedelt werden. Diese Umsiedlung, die etwa 2500 Choctaw das Leben kosten wird, wird als Pfad der Tränen bekannt.

##### Uruguay
- 18. Juli: In Uruguay wird die erste Verfassung verabschiedet.
- 16. Dezember: Uruguay entscheidet sich für die Nationalflagge in heutiger Form.

### Wirtschaft
- 18. Mai: Der englische Erfinder Edwin Beard Budding schließt einen Produktionsvertrag für Rasen-Spindelmäher ab.
- 17. Juli: Barthélemy Thimonnier erhält ein Patent auf das Basismodell der von ihm entwickelten Nähmaschine.
- In Meißen entwickelt Heinrich Gottlieb Kühn die Glanzvergoldung von Porzellan.
- In Gabrow bei Stettin entsteht die erste deutsche Schiffbauschule. Sie wird 1861 dem königlichen Gewerbeinstitut Berlin angegliedert.
- In den Vereinigten Staaten wird erstmals ein Schlafwagen einfacher Bauart eingesetzt.

### Wissenschaft und Technik

#### Astronomie
- 16. August: Der britische Astronom John Herschel entdeckt die Galaxie NGC 7674 im Sternbild Pegasus.

#### Technische Errungenschaften
- 1. November: Auf der Insel Wangerooge wird der erste Leuchtturm mit Blinkfeuer an der deutschen Nordseeküste in Betrieb genommen.

#### Verkehr
- 3. Mai: Die Bahnstrecke Canterbury–Whitstable, die weltweit erste Bahnstrecke für Güter- und Personenverkehr, wird in Betrieb genommen.
- 24. Mai: Auf der Baltimore and Ohio Railroad wird nach rund dreijähriger Bauzeit der planmäßige Betrieb aufgenommen.
- 28. Juni: Die erste Teilstrecke der Bahnstrecke Saint-Étienne–Lyon wird in Betrieb genommen.

Eröffnungsfahrt der L&MR

- 15. September: Die 64 km lange Liverpool and Manchester Railway (L&MR) wird für den regulären Verkehr eröffnet. Acht von Lokomotiven gezogene Züge verkehren auf der Strecke. Im Bahnhof Parkside wird dabei der Politiker William Huskisson am Eröffnungstag von der Lokomotive The Rocket überfahren. Er ist das erste prominente Todesopfer eines Eisenbahnunfalls. Die L&MR ist die erste Eisenbahnstrecke der Welt, auf der sämtliche Züge nach festem Fahrplan und mit Dampflokomotiven verkehren. Wenige Wochen nach Eröffnung fahren die ersten Ausflugszüge und Postzüge. Der erste Güterzug fährt allerdings erst im Dezember, nachdem die leistungsstärkere Lokomotive Planet in Betrieb gesetzt worden ist.

#### Sonstiges
- 6. Dezember: Das United States Naval Observatory wird ins Leben gerufen.
- Charles Lyell veröffentlicht sein bahnbrechendes Werk „principles of geology“.

### Kultur

#### Kunst
- 3. August: Das Königliche Museum am Lustgarten in Berlin wird eröffnet.
- 18. Oktober: Der Grundstein für den Bau der Walhalla wird gelegt.

Die Freiheit führt das Volk

- Der französische Maler Eugène Delacroix erstellt das Gemälde Die Freiheit führt das Volk.

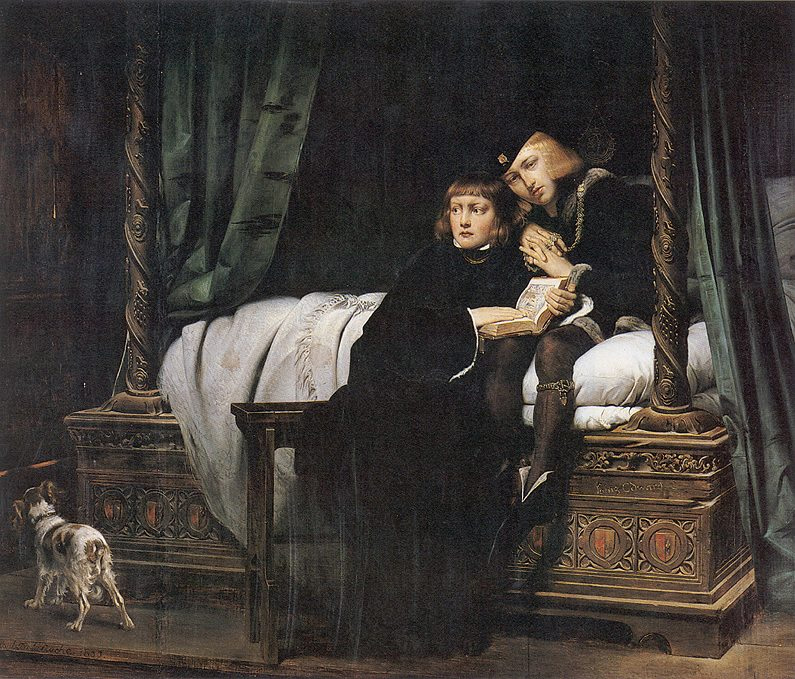
Die Söhne Eduards IV., Paul Delaroche

- Paul Delaroche malt in Öl auf Leinwand das Historiengemälde Die Söhne Eduards IV., eines seiner bekanntesten Werke.
- Die von Leo von Klenze errichtete Glyptothek in München wird eröffnet.
- 3. August: Das Königliche Museum auf der Berliner Museumsinsel, ein Bau von Karl Friedrich Schinkel, wird seiner Bestimmung übergeben.

#### Musik und Theater
- 28. Januar: Die Uraufführung der Oper Fra Diavolo oder Das Gasthaus von Terracina von Daniel-François-Esprit Auber auf das Libretto von Eugène Scribe findet am Théâtre Feydeau in Paris statt.
- 25. Februar: Nach einer regelrechten Schlacht um Hernani, einem Theaterskandal während der Uraufführung des Dramas Hernani von Victor Hugo in der Comédie-Française, wird in Frankreich das klassische Theater durch das der Romantik abgelöst.
- 11. März: Die Oper I Capuleti e i Montecchi (Die Capulets und die Montague) von Vincenzo Bellini wird am Teatro La Fenice in Venedig uraufgeführt. Das Libretto wurde von Felice Romani auf Grundlage diverser italienischer Quellen verfasst, darunter Matteo Bandellos Novelle La sfortunata morte di due infelicissimi amanti (Der tragische Tod zweier unglücklicher Liebender), die auch William Shakespeare für sein Drama Romeo und Julia, das zu dieser Zeit in Italien nahezu unbekannt ist, als Vorlage gedient hat. Bellini hat für sein Werk Stücke aus seiner im Vorjahr durchgefallenen Oper Zaira verwendet.
- 17. März: Der 19-jährige Frédéric Chopin gibt sein erstes eigenes Konzert im Nationaltheater von Warschau, bei dem das von ihm komponierte Konzert für Klavier und Orchester F-Moll op. 21 uraufgeführt wird.
- 15. Juli: Das Real Conservatorio Superior de Música de Madrid wird als erste Musikhochschule in Spanien gegründet.
- 13. Oktober: Die Uraufführung der Oper Der Gott und die Bajadere von Daniel-François-Esprit Auber findet an der Opéra-Comique in Paris statt.

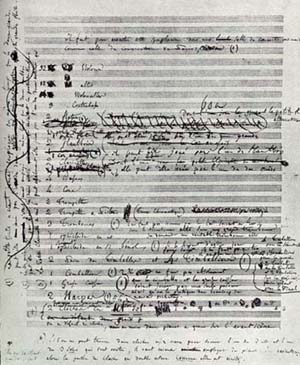
Erste Seite des Original-Manuskripts

- 5. Dezember: Die Épisode de la vie d’un artiste, symphonie fantastique en cinq parties von Hector Berlioz wird unter der Leitung von François-Antoine Habeneck im Conservatoire de Paris uraufgeführt. Mit diesem Werk begründet Berlioz die Programmmusik und schafft eines der bedeutendsten Stücke der Romantischen Musik überhaupt.
- 26. Dezember: Die Oper Anna Bolena von Gaetano Donizetti auf das Libretto von Felice Romani hat ihre Uraufführung am Teatro Carcano in Mailand. Mit diesem Werk schafft Donizetti seinen Durchbruch in Mailand.

### Gesellschaft

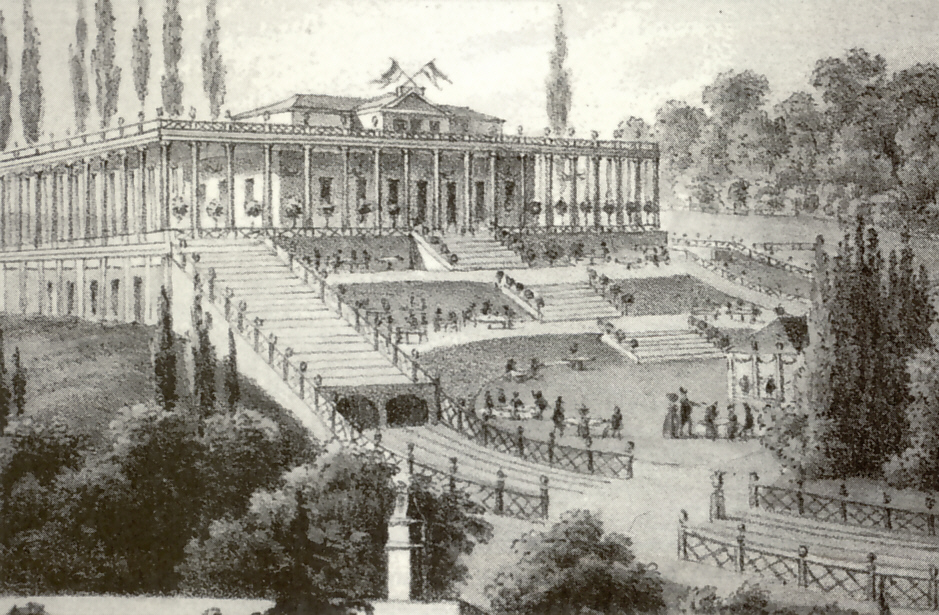
Hauptgebäude des Tivoli mit Rutschbahn, Franz Wolf, 1830

- 5. September: In Wien wird das Vergnügungsetablissement Tivoli mit Rutschbahn eröffnet. Das Orchester von Johann Strauss (Vater) erhält vom Lokal ein festes Engagement.

### Religion

#### Mormonentum
- 26. März: Das von Joseph Smith „übersetzte“ Buch Mormon erscheint in Palmyra bei New York.
- 6. April: Joseph Smith gründet gemeinsam mit Oliver Cowdery und einer Gruppe von ungefähr 30 Gläubigen im Staate New York die Kirche Christi, Vorläufer unter anderem der Kirche Jesu Christi der Heiligen der Letzten Tage. Sie ist die erste Organisation, die die Prinzipien des von Smith erst kurz zuvor veröffentlichten Buch Mormon übernimmt, und ist deshalb formell der Beginn des Mormonentums.

#### Römisch-katholische Kirche
- 18. August: Die römisch-katholische Kirche rückt vom Zinsverbot ab. Papst Pius VIII. hebt es in einem Brief an den Bischof von Rennes auf.

#### Shintoismus
- In Japan findet eine Wallfahrt zu den Ise-Schreinen statt. Obwohl solche Pilgerreisen sich etwa alle 60 Jahren wiederholen, gehört diejenige von 1830 zu den drei größten ihrer Art in der japanischen Edo-Zeit. Angeblich machen sich 5 Millionen Pilger auf den Weg nach Ise. In durchschnittlichen Jahren waren es lediglich 300.000 bis 400.000 Personen.[1]

### Katastrophen
In Asien und Europa steht das Jahr 1830 im Zeichen einer Cholerapandemie. Da sich die russischen Behörden zu spät zu Quarantäne- und Isolationsmaßnahmen durchringen, springt die Cholera im Spätsommer auf Moskau über. Damit ist klar, dass eine weitere Ausbreitung der Pandemie nicht mehr zu stoppen ist. Wahrscheinlich exportieren russische Truppen, die der Zar gegen die polnische Novemberrevolution entsendet, die Seuche weiter nach Westen. In Russland selbst bzw. in der Stadt Tambow kommt es im November aufgrund einer bereits 3 Monate andauernden Quarantäne zu einem Aufstand der Bevölkerung. Die Kämpfe halten drei Tage lang an. Etwa 200 Menschen sterben.

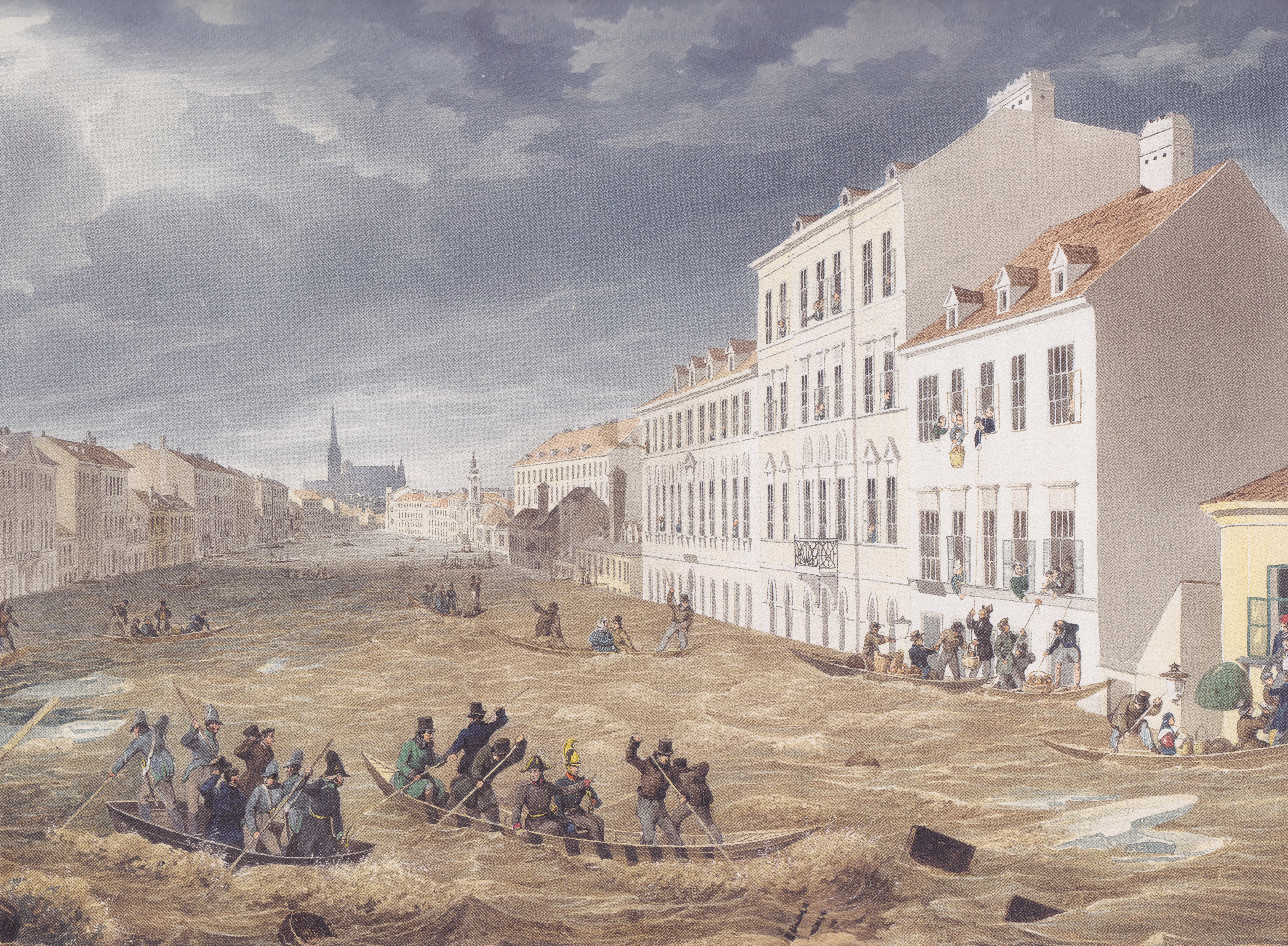
Das Wiener Hochwasser vom Februar 1830 bildet den historischen Hintergrund zur Wasserfarbenansicht von Eduard Gurk. Zu erkennen ist die überflutete Jägerzeile in der Leopoldstadt. Das Bild entstand um 1830 und wird heute in einem Wiener Kunstmuseum, der Albertina, ausgestellt.

Bei der Cholerabekämpfung in Preußen setzt sich die Position des Direktors der Charité durch: Johann Nepomuk Rust ist ein Anhänger der Ansteckungstheorie. Er zweifelt daran, dass klimatische Faktoren für die Ausbreitung der Cholera verantwortlich sein sollten. Auf seine Anregung hin wird die ostpreußische Grenze militärisch abgeriegelt. Zur besseren Kontrolle der Einreise werden zusätzliche Wachhäuser auf Hügeln erbaut. Es entstehen ebenfalls Anlagen, in denen über mehrere Wochen hinweg der Gesundheitszustand von Einreisenden aus den Risikogebieten überprüft werden kann. Auch Güter werden eine gewisse Zeit in der Quarantäne einbehalten und mit Chlor desinfiziert. Die Maßnahmen helfen tatsächlich die weitere Ausbreitung zu verzögern. In Wien wird die Cholera durch ein historisches Hochwasser begünstigt: Die fehlende Kanalisation der Wiener Vorstädte bietet eine günstige bakterielle Grundlage. In der Stadt kostet die Seuche rund 2.000 Menschen das Leben.

### Natur und Umwelt
- Der Bodensee ist zeitweilig vollständig zugefroren (Seegfrörni).

## Geboren

### Januar/Februar
- 02. Januar: Ernst Ludwig Dümmler, deutscher Historiker († 1902)
- 02. Januar: Henry Morrison Flagler, US-amerikanischer Unternehmer († 1913)
- 02. Januar: Balthasar Pröbstl, deutscher Orgelbauer († 1895)
- 04. Januar: Ernst Behm, deutscher Schriftsteller († 1884)
- 06. Januar: Alfred Hegar, deutscher Arzt und Gynäkologe († 1914)
- 06. Januar: Adolf Kosárek, böhmischer Maler  († 1859)
- 07. Januar: Albert Bierstadt, deutsch-US-amerikanischer Maler († 1902)
- 08. Januar: Gouverneur Kemble Warren, General der US-Armee († 1882)
- 08. Januar: Hans von Bülow, deutscher Komponist, Pianist, Dirigent und Kapellmeister († 1894)
- 10. Januar: Meinrad Ott, deutscher katholischer Geistlicher, Pädagoge und Klassischer Philologe († 1878)
- 17. Januar: Blaise Alexandre Desgoffe, französischer Maler († 1901)
- 18. Januar: Grigor Parlitschew, mazedonisch-bulgarischer Schriftsteller († 1893)
- 19. Januar: George Blake Cosby, General der Konföderierten († 1909)
- 22. Januar: Carl Gustav Adolf Siegfried, deutscher evangelischer Theologe († 1903)
- 23. Januar: Gaston de Galliffet, französischer Kriegsminister und General († 1909)
- 26. Januar: Karl Holub, böhmischer Waffentechniker († 1903)
- 27. Januar: Georg Hellmesberger junior, österreichischer Komponist und Violinist († 1852)
- 31. Januar: Antonie Biel, deutsche Malerin († 1880) Seite aus dem Kirchenbuch mit Geburts- und Taufdatum Antonie Biels

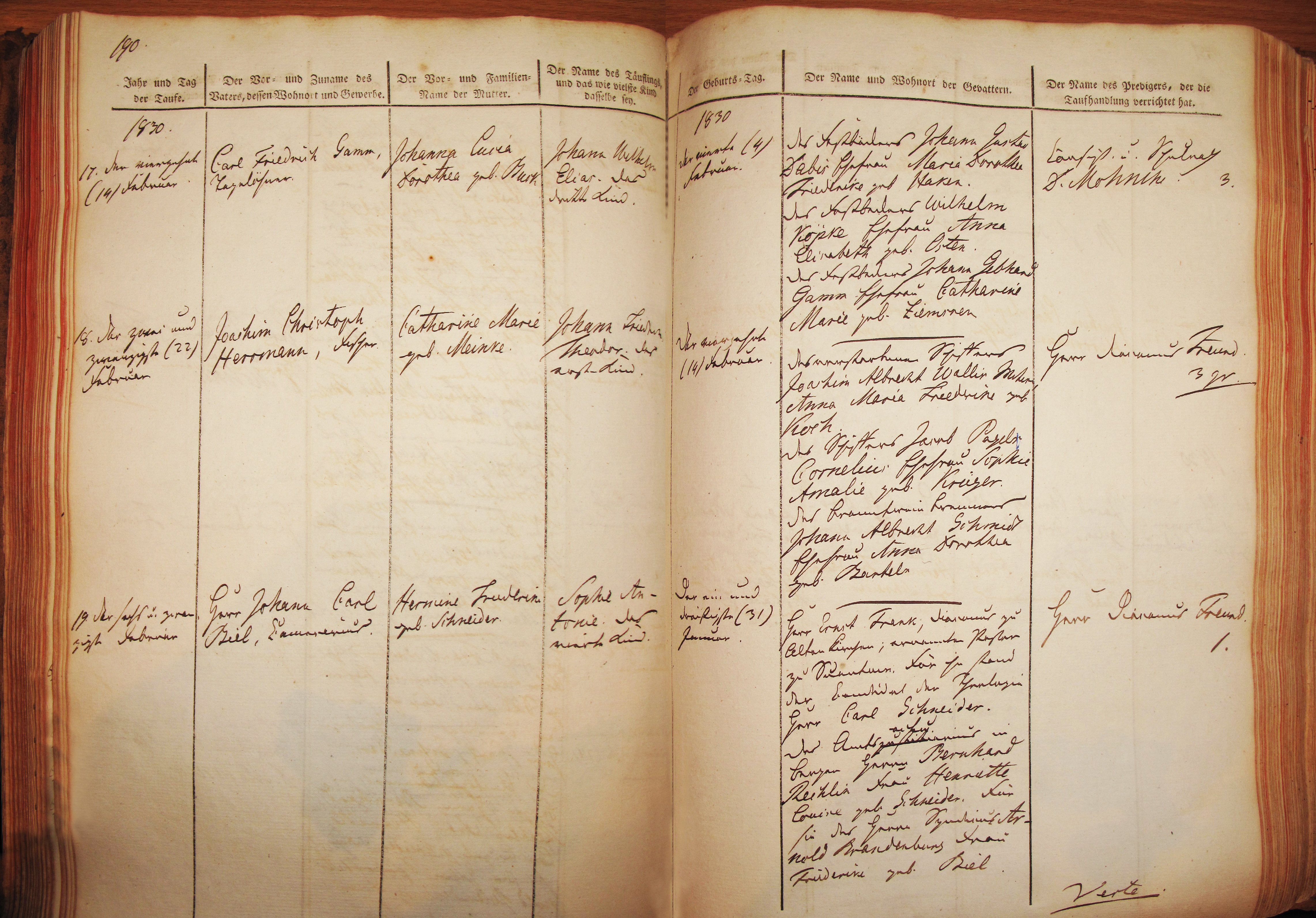
Seite aus dem Kirchenbuch mit Geburts- und Taufdatum Antonie Biels

- 31. Januar: James G. Blaine, US-amerikanischer Politiker († 1893)
- 31. Januar: Henri Rochefort, französischer Journalist und Schriftsteller († 1913)

- 03. Februar: Robert Arthur Talbot Gascoyne-Cecil, britischer Premierminister († 1903)
- 04. Februar: Rudolf Lange, deutscher Schauspieler († 1907)
- 06. Februar: Daniel Oliver, britischer Botaniker († 1916)
- 08. Februar: Abdülaziz, osmanischer Sultan († 1876)
- 08. Februar: August Siemering, deutsch-US-amerikanischer Schriftsteller, Journalist und Zeitungsverleger († 1883)
- 11. Februar: August Eisenmenger, österreichischer Maler († 1907)
- 11. Februar: Peter Heise, dänischer Komponist († 1879)
- 11. Februar: Hans Bronsart von Schellendorf, deutscher Komponist und Pianist († 1913)
- 14. Februar: Anson Safford, US-amerikanischer Politiker († 1891)
- 14. Februar: Richard Adelbert Lipsius, deutscher evangelischer Theologe († 1892)
- 15. Februar: Marcos Segundo Maturana, chilenischer General († 1892)
- 16. Februar: Émile Durand, französischer Komponist und Musikpädagoge († 1903)
- 16. Februar: Lars Hertervig, norwegischer Maler († 1902)
- 17. Februar: Gerard Krefft, deutsch-australischer Zoologe und Paläontologe († 1881)
- 20. Februar: Albert Lefaivre, französischer Diplomat, Politiker und Schriftsteller († 1907)
- 21. Februar: Marija Fjodorowna Morosowa, russische Unternehmerin und Mäzenin († 1911)
- 24. Februar: Karolína Světlá, tschechische Schriftstellerin († 1899)

### März/April
- 05. März: Étienne-Jules Marey, französischer Physiologe und Fotopionier († 1904)
- 05. März: Charles Wyville Thomson, britischer Professor für Zoologie († 1882)
- 06. März: Ernst Ludwig Herrfurth, preußischer Staatsmann († 1900)
- 9. März: Alexander von Berckefeldt, preußischer Offizier und Bürgermeister († 1909)
- 11. März: Eduard Dallmann, deutscher Entdecker und Polarforscher († 1896)
- 13. März: Antônio Conselheiro, brasilianischer sozialer und spiritueller Führer († 1897)
- 14. März: August von Hergenhahn, deutscher Jurist, Landrat und Polizeipräsident († 1903)
- 15. März: Victor Chéri, französischer Komponist und Dirigent († 1882)
- 15. März: Élisée Reclus, französischer Geograph und Anarchist († 1905)
- 15. März: Paul Heyse, deutscher Schriftsteller und Literaturnobelpreisträger († 1914) Paul Heyse, ca. 1860

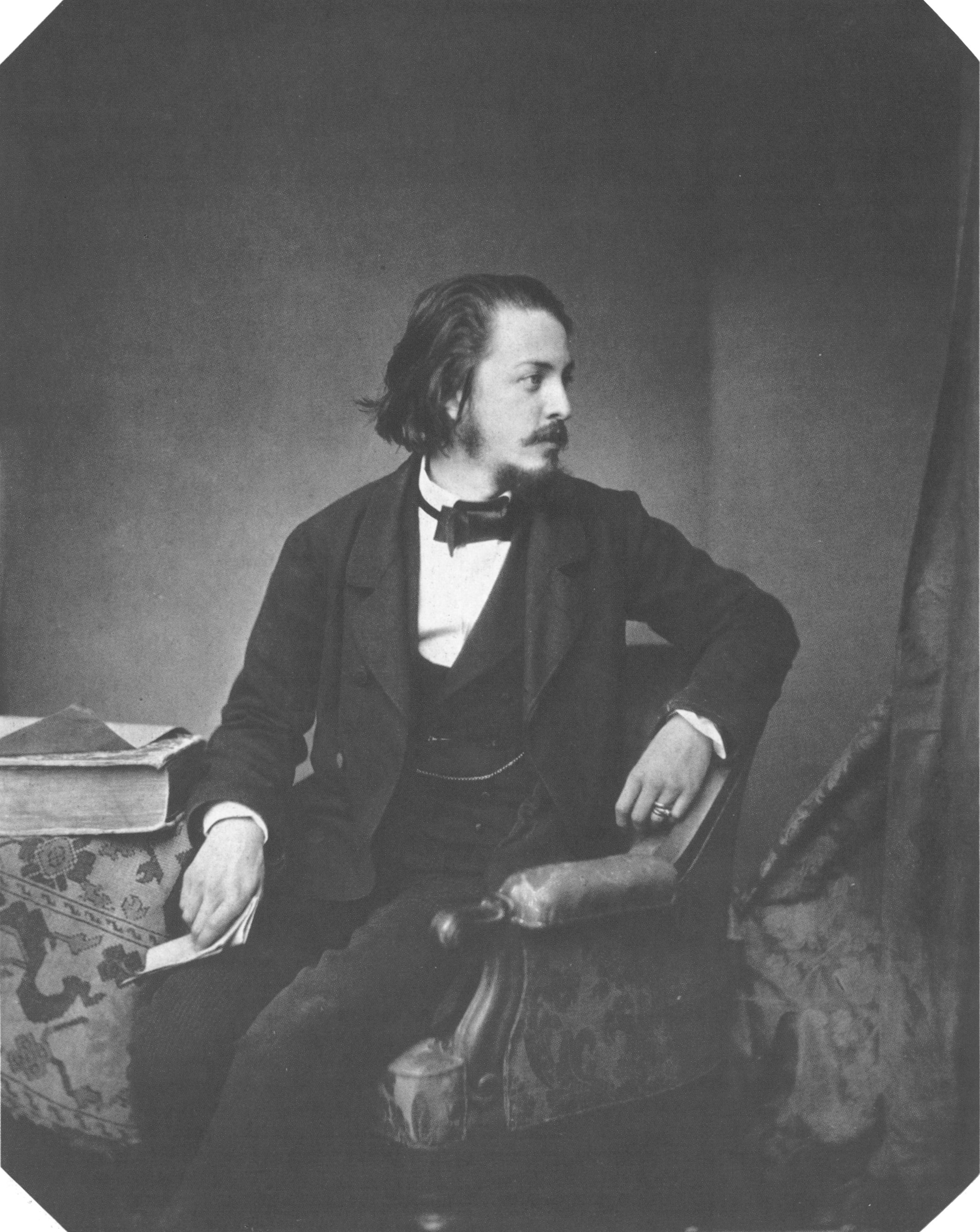
Paul Heyse, ca. 1860

- 16. März: Peter Bücken, deutscher Maler († 1915)
- 18. März: Numa Denis Fustel de Coulanges, französischer Historiker († 1889)
- 18. März:  Felix Vetter von der Lilie, mährischer Graf und Präsident der Mährischen Landtags († 1913)
- 24. März: Robert Hamerling, österreichischer Schriftsteller, Dichter und Gymnasiallehrer († 1889)
- 26. März: John Rogers Thomas, US-amerikanischer Komponist († 1896)
- 26. März: Theodor Schüz, deutscher Maler († 1900)
- 26. März: Dewitt Clinton Senter, Gouverneur von Tennessee († 1898)
- 29. März: Victor Müller, deutscher Maler († 1871)
- 30. März: Auguste Tolbecque, französischer Cellist, Dirigent, Komponist, Instrumentenbauer und Musikpädagoge († 1919)

- 02. April: William B. Anderson, US-amerikanischer Politiker († 1901)
- 04. April: Hermann Schwabe, deutscher Statistiker († 1874)
- 06. April: George C. Ludlow, US-amerikanischer Politiker († 1900)
- 09. April: Eadweard Muybridge, englischer Fotograf und Pionier der Fototechnik († 1904)
- 11. April: Paolo Serrao, italienischer Komponist und Musikpädagoge († 1907)
- 12. April: Julius von Horst, österreichischer Generalmajor und Staatsmann († 1904)
- 13. April: Eduard Lassen, belgischer Dirigent und Komponist dänischer Herkunft († 1904)
- 14. April: Simon Pollard Hughes, US-amerikanischer Politiker († 1906)
- 21. April: Clémence Royer, Autorin, Anthropologin, Philosophin und Feministin († 1902)
- 22. April: René Bérenger, französischer Politiker († 1915)
- 26. April: Benjamin F. Tracy, US-amerikanischer Armeegeneral und Politiker († 1915)
- 26. April: Friedrich Ludger Kleinheidt, Priester und Generalvikar († 1894)
- 26. April: Thomas M. Norwood, US-amerikanischer Politiker († 1913)
- 28. April: Jakob Friedrich Wanner, Schweizer Architekt († 1903)

### Mai/Juni
- 01. Mai: Guido Gezelle, flämischer Dichter († 1899)
- 01. Mai: Gustav Wallis, deutscher Botaniker († 1878)
- 04. Mai: James Henry Mapleson, englischer Opernimpresario († 1901)
- 04. Mai: Jules Arnous de Rivière, französischer Schachspieler († 1905)
- 05. Mai: John Batterson Stetson, amerikanischer Hutmacher († 1906)
- 06. Mai: Ole Andreas Bachke, norwegischer Jurist und Politiker († 1890)
- 06. Mai: Abraham Jacobi, deutscher „Vater“ der Kinderheilkunde († 1919)
- 09. Mai: Harriet Lane, First Lady von US-Präsident James Buchanan († 1903)
- 10. Mai: François Marie Raoult, französischer Physiker und Chemiker († 1901)
- 12. Mai: Jean Conte, französischer Komponist († 1888)
- 12. Mai: Joshua G. Newbold, US-amerikanischer Politiker († 1903)
- 14. Mai: Albert Meyer-Brunner, Schweizer Zollbeamter († 1907)
- 15. Mai: Laurence Simmons Baker, Brigadegeneral im konföderierten Heer im Sezessionskrieg († 1907)
- 16. Mai: Kaspar Baumann-Zürrer, Schweizer Kaufmann und Politiker († 1896)
- 17. Mai: Eliza Frankenstein, deutschamerikanische Landschaftsmalerin († 1919)
- 18. Mai: Karl Goldmark, Komponist, Musiklehrer und Violinist († 1915)
- 20. Mai: Amalia Maria da Gloria Augusta, Prinzessin von Sachsen-Weimar-Eisenach, Herzogin zu Sachsen und Prinzessin der Niederlande († 1872)
- 20. Mai: Hector Malot, französischer Schriftsteller († 1907)
- 20. Mai: Iwan von Müller, deutscher Altphilologe († 1917)
- 24. Mai: Alexei Kondratjewitsch Sawrassow, russischer Landschaftsmaler († 1897)
- 28. Mai: Carl Filtsch, rumäniendeutscher Pianist und Komponist († 1845)
- 29. Mai: Louise Michel, französische Autorin und Anarchistin († 1905)

- 01. Juni: Martha Hooper Blackler, amerikanische Missionarin in Griechenland († 1871)
- 02. Juni: Olivier Métra, französischer Komponist und Dirigent († 1889)
- 05. Juni: Carmine Crocco, italienischer Brigant († 1905)
- 06. Juni: Gottfried Egger, Schweizer Brauereiunternehmer († 1913)
- 10. Juni: Eduard Lübbert, deutscher Altphilologe und Archäologe († 1889)
- 16. Juni: Leonard Monheim, deutscher Fabrikant († 1913)
- 17. Juni: Jeremiah McLain Rusk, US-amerikanischer Politiker († 1893)
- 18. Juni: Anna Maria Rosalia Ferdinande Gräfin von der Asseburg, deutsche Adelige († 1905)
- 20. Juni: Friedrich Nobbe, deutscher Agrikulturchemiker, Botaniker und Saatgutforscher († 1922)
- 21. Juni: Gustave Jundt, französischer Landschafts- und Genremaler  († 1884)
- 22. Juni: Theodor Leschetizky, polnisch-österreichischer Pianist  († 1915)
- 25. Juni: Albert Clerc, französischer Schachspieler († 1918)

### Juli/August
- 01. Juli: Paris Gibson, US-amerikanischer Unternehmer und Politiker († 1920)
- 06. Juli: Johann Fridolin Müller, Schweizer Unternehmer und Politiker († 1888)
- 10. Juli: Camille Pissarro, französischer Maler († 1903) Selbstporträt Camille Pissarro, 1873

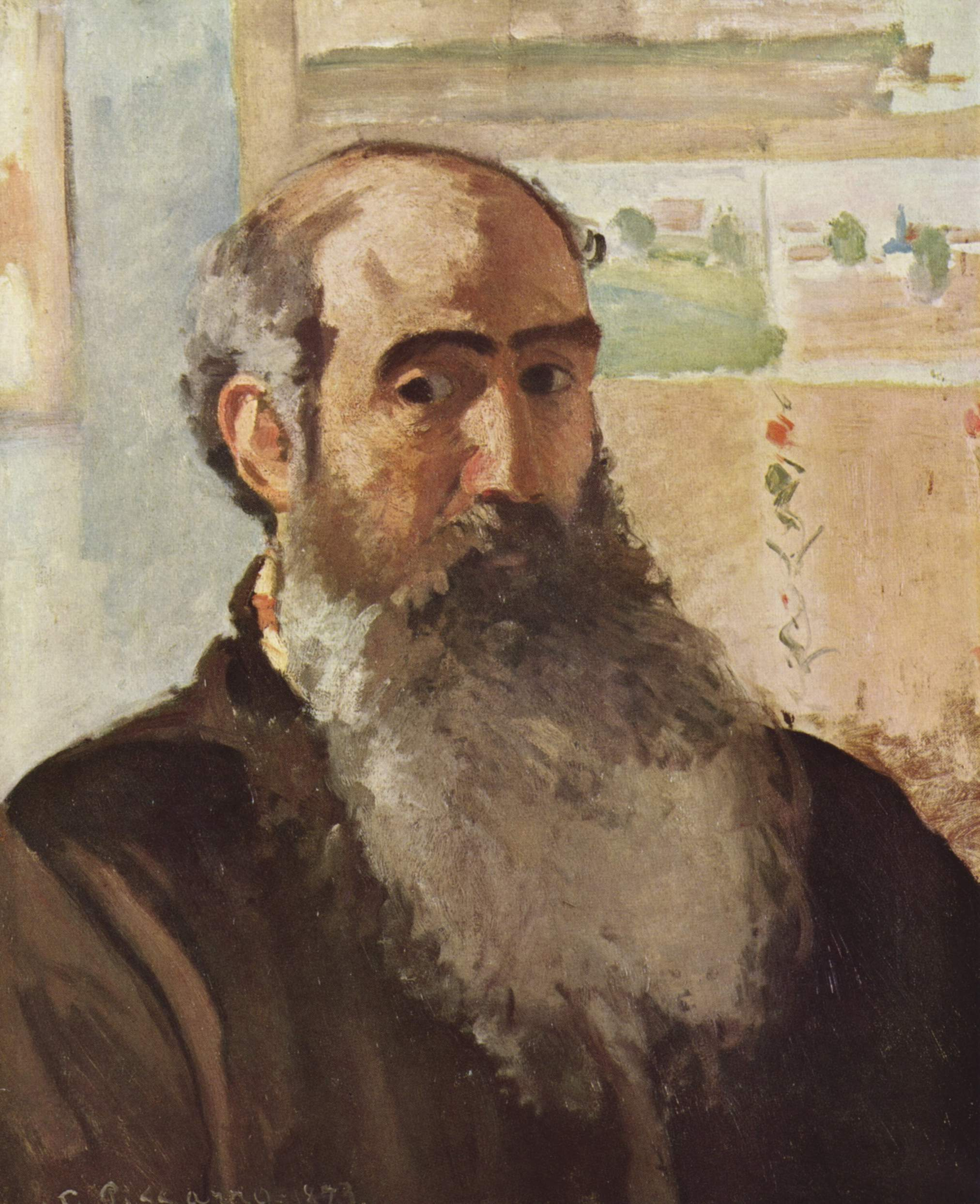
Selbstporträt Camille Pissarro, 1873

- 13. Juli: Albert Christophle, französischer Politiker († 1904)
- 20. Juli: Clements Markham, britischer Entdecker, Autor und Geograph († 1916)
- 21. Juli: John H. Lewis, US-amerikanischer Politiker († 1929)
- 22. Juli: François de Mahy, französischer Politiker († 1906)
- 23. Juli: Carlo von Mentlen, Schweizer Politiker († 1906)
- 25. Juli: Johann Jakob Bausch, US-amerikanischer Optiker († 1926)
- 31. Juli: František Zdeněk Skuherský, tschechischer Komponist und Musikpädagoge († 1892)

- 08. August: John J. Patterson, US-amerikanischer Politiker († 1912)
- 10. August: Guido Henckel von Donnersmarck, schlesischer Industrieller († 1916)
- 10. August: Charles C. Van Zandt, US-amerikanischer Politiker († 1894)
- 13. August: Gustav Lange, deutscher Komponist († 1889)
- 15. August: Mária Lebstück, Offizierin und Freiheitskämpferin in Ungarn († 1892)
- 17. August: Richard von Volkmann, deutscher Chirurg († 1889)
- 18. August: Franz Joseph I., Kaiser von Österreich-Ungarn († 1916) Erzherzogin Sophie mit dem zweijährigen Franz Joseph

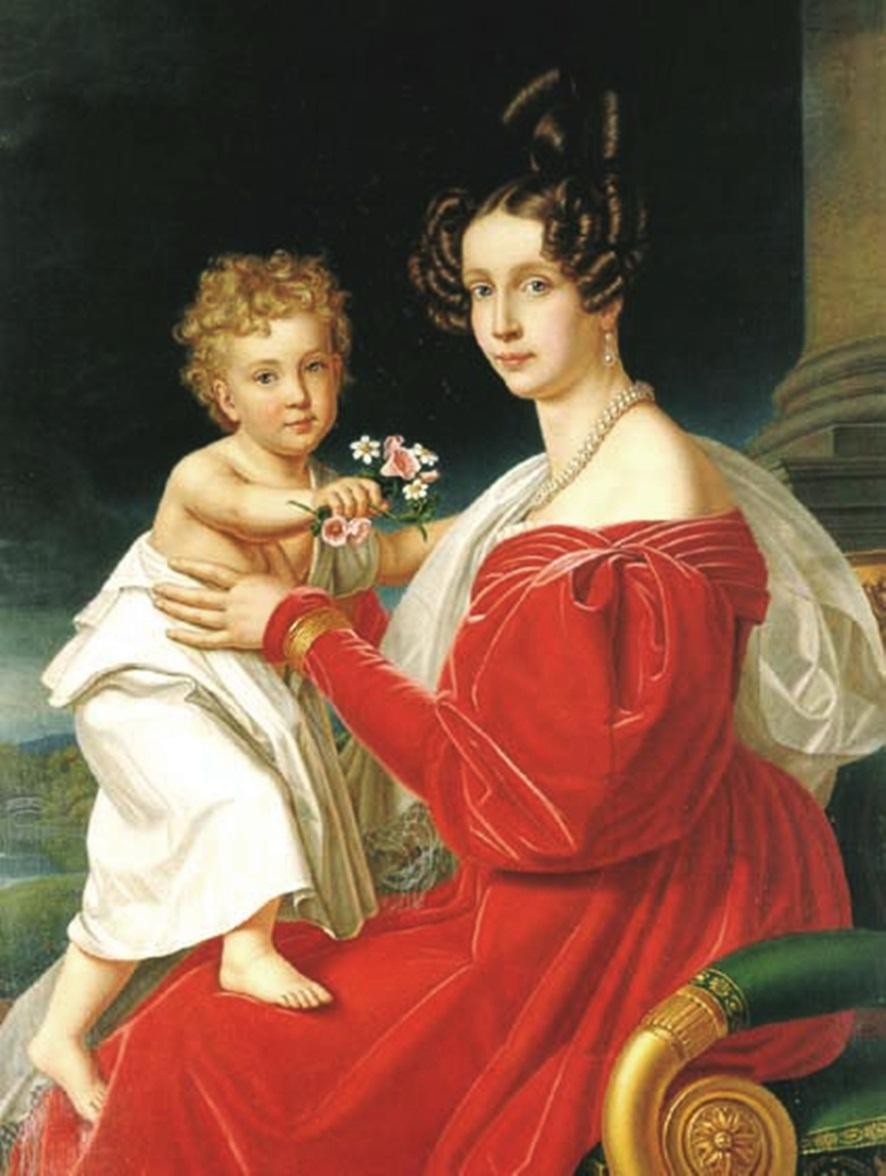
Erzherzogin Sophie mit dem zweijährigen Franz Joseph

- 19. August: Friedrich Ecklin, Schweizer evangelischer Geistlicher († 1904)
- 19. August: Lothar von Meyer, deutscher Arzt und Chemiker († 1895)
- 20. August: Gerhard vom Rath, deutscher Mineraloge und Geologe († 1888)
- 22. August: Albert Haug, deutscher kunstsinniger Arzt († 1895)
- 24. August: Adèle Hugo, französische Komponistin († 1915)
- 27. August: Maximilian Steiner, österreichischer Schauspieler und Theaterdirektor († 1880)
- 30. August: Eduard Kreyßig, deutscher Architekt, Stadtplaner und Tiefbauspezialist († 1897)
- 30. August: François-Marie-Anatole de Rovérié de Cabrières, Bischof von Montpellier und Kardinal († 1921)
- 31. August: Edmund Kretschmer, deutscher Organist und Komponist († 1908)

### September/Oktober
- 02. September: William P. Frye, US-amerikanischer Politiker († 1911)
- 07. September: Moritz Kirstein, deutscher Mediziner († 1896)
- 08. September: Frédéric Mistral, französischer Dichter und Linguist († 1914)
- 12. September: William Sprague, US-amerikanischer Politiker († 1915)
- 13. September: Marie von Ebner-Eschenbach, österreichische Schriftstellerin († 1916)
- 14. September: Eudore Pirmez, belgischer Politiker († 1890)
- 15. September: Porfirio Díaz, mexikanischer Präsident († 1915)
- 17. September: Maria Theresia Bonzel, deutsche Ordensgründerin († 1905)
- 18. September: Camille de Meaux, französischer Politiker († 1907)
- 19. September: Théophile Ferron, französischer General und Kriegsminister († 1894)
- 20. September: Yoshida Shōin, japanischer Intellektueller und Revolutionär († 1859)
- 20. September: Edward James Reed,  britischer Schiffbauingenieur und Politiker († 1906)
- 22. September:  Caroline Schermerhorn Astor, US-amerikanische Persönlichkeit des öffentlichen Lebens († 1908)
- 25. September: Karl Klindworth, deutscher Komponist, Dirigent und Klaviervirtuose († 1916)
- 25. September: Konstantin Dmitrijewitsch Flawizki, russischer Maler († 1866)
- 26. September: Ōkubo Toshimichi, japanischer Innenminister der Meiji-Zeit († 1878)
- 27. September: Johannes Vahlen, deutscher Altphilologe († 1911)
- 30. September: John Rae, schottischer Arktisforscher und Arzt († 1893)
- 30. September: John Lee Carroll, US-amerikanischer Politiker († 1911)

- 03. Oktober: Albert Günther, deutscher Zoologe († 1914)
- 10. Oktober: Isabella II., Königin von Spanien († 1904) Isabella von Spanien mit etwa 5 Jahren

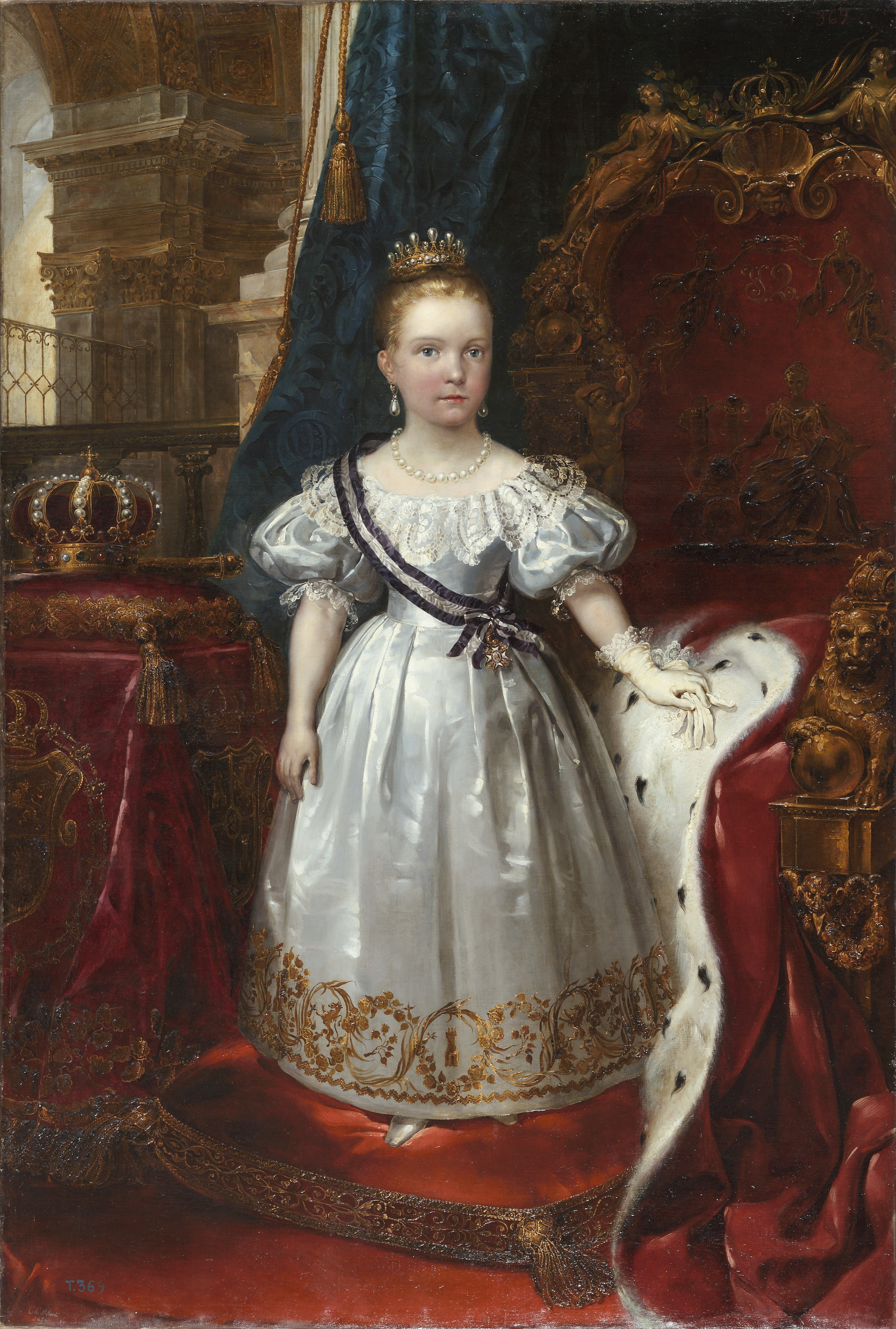
Isabella von Spanien mit etwa 5 Jahren

- 13. Oktober: Georg Kruse, deutscher Schauspieler und Schriftsteller († 1908)
- 14. Oktober: Helen Hunt Jackson, US-amerikanische Autorin († 1885)
- 18. Oktober: Matthias Lexer, österreichischer Germanist und Lexikograph († 1892)
- 19. Oktober: Serhij Hruschewskyj, ukrainischer Slawist und Pädagoge († 1901)
- 24. Oktober: Marianne North, britische Malerin († 1890)
- 26. Oktober: Polibio Fumagalli, italienischer Organist, Komponist und Musikpädagoge († 1900)
- 31. Oktober: Carl Eduard Schubert, deutscher Orgelbauer († 1900)

### November/Dezember
- 01. November: Wilhelm Good, Schweizer Unternehmer und Politiker († 1897)
- 02. November: Karl Gustav Berndal, deutscher Theaterschauspieler († 1885)
- 02. November: Jules Cohen, französischer Komponist und Organist († 1901)
- 03. November: Jacob Maarten van Bemmelen, niederländischer Chemiker († 1911)
- 04. November: Romain Bussine, französischer Sänger, Gesangspädagoge und Lyriker († 1899)
- 06. November: John Whitaker Hulke, britischer Chirurg und Geologe († 1895)
- 07. November: Emanuele Luigi Galizia, maltesischer Architekt und Bauingenieur († 1907)
- 08. November: Oliver Otis Howard, US-amerikanischer General († 1909)
- 14. November: Conrad Bursian, deutscher Philologe und Archäologe († 1883)
- 22. November: Karl Christian Bruhns, deutscher Astronom († 1881)
- 23. November: Caspar von Zumbusch, deutscher Bildhauer († 1915)
- 24. November: George Michael Hahn, US-amerikanischer Politiker († 1886)
- 25. November: Lina Morgenstern, deutsche Schriftstellerin, Frauenrechtlerin († 1909)
- 29. November: Jules Péan, französischer Chirurg († 1898)
- 29. November: Paul von Leszczynski, preußischer General († 1918)

- 03. Dezember: Frederic Leighton, britischer Maler und Bildhauer († 1896)
- 05. Dezember: William Pettavel, Schweizer evangelischer Geistlicher († 1907)
- 05. Dezember: Christina Rossetti, englische Dichterin († 1894)
- 07. Dezember: Luigi Cremona, italienischer Mathematiker, Statiker und Politiker († 1903)
- 08. Dezember: William P. Kellogg, US-amerikanischer Politiker († 1918)
- 10. Dezember: Emily Dickinson, US-amerikanische Dichterin († 1886)
- 11. Dezember: Kamehameha V., hawaiischer König († 1872)
- 13. Dezember: Arnold Güldenpfennig, deutscher Architekt († 1908)
- 13. Dezember: Louis Dubois, belgischer Maler († 1880)
- 15. Dezember: Rudolph Anton, deutscher Jurist und Politiker († 1884)
- 16. Dezember: Michael Birkeland, norwegischer Historiker, Archivar und Politiker († 1896)
- 16. Dezember: Kálmán Tisza, ungarischer Ministerpräsident  († 1902)
- 17. Dezember:  Jules de Goncourt, französischer Schriftsteller († 1870)
- 21. Dezember: Bartolomé Masó, kubanischer Freiheitskämpfer († 1907)
- 30. Dezember: Francis M. Drake, US-amerikanischer Politiker († 1903)
- 31. Dezember: Ismail Pascha, Wali und Khedive der osmanischen Provinz Ägypten († 1895)

### Genaues Geburtsdatum unbekannt
- 1830 oder 1832: Johannes Diemer, deutscher Hotelier, Chorleiter und Schauspieler († 1896)
- William Gillet Ritch, US-amerikanischer Politiker († 1904)
- wahrscheinlich 1830: Francis Tumblety, irischer oder kanadischer Doktor und Quacksalber († 1903)

## Gestorben

### Januar bis April
- 07. Januar: Charlotte Joachime von Spanien, Prinzessin von Spanien und Königin von Portugal (* 1775)
- 07. Januar: Thomas Lawrence, britischer Maler (* 1769)
- 08. Januar: Georg Heinrich Lünemann, deutscher Altphilologe und Lexikograf (* 1780)
- 13. Januar Christian Magnus Falsen, norwegischer Politiker (* 1782)
- 14. Januar: Johann Georg Repsold, deutscher Feinmechaniker (* 1770)
- 17. Januar: Wilhelm Waiblinger, deutscher Dichter und Schriftsteller (* 1804)
- 19. Januar: Wenzel Matiegka, tschechischer Komponist (* 1773)
- 20. Januar: Red Jacket, Häuptling der Seneca (Volk), Redner (* 1750)
- 31. Januar: Girolamo Bagatta, italienischer katholischer Priester und Schulleiter (* 1772)
- 01. Februar: Anna Emilie, Prinzessin von Anhalt-Köthen und Erbin der Standesherrschaft Pleß (* 1770)
- 01. Februar: Thomas W. Cobb, US-amerikanischer Politiker (* 1784)
- 07. Februar: Marcos António Portugal, portugiesischer Komponist von Opern und Kirchenmusik (* 1762)
- 11. Februar: Johann Baptist von Lampi, italienischer Porträtmaler (* 1751)
- 13. Februar: Franz Raffl, Verräter des Tiroler Freiheitskämpfers Andreas Hofer (* 1775)
- 19. Februar: Christian Gottfried Lorsch, Bürgermeister der Stadt Nürnberg (* 1793)
- 22. Februar: Carl Gottlob Heinrich Arndt, deutscher Geistlicher und Dompropst (* 1751)
- 26. Februar: Joseph-Denis Odevaere, flämischer Maler (* 1775 oder 1778)
- 27. Februar: Gaspare Landi, italienischer Maler (* 1756)
- 02. März: Samuel Thomas von Soemmerring, Arzt, Anthropologe, Paläontologe und Erfinder (* 1755)
- 07. März: Jacques Villeré, US-amerikanischer Politiker (* 1761)
- 17. März: Laurent de Gouvion Saint-Cyr, französischer Politiker und Militär (* 1764)
- 21. März: Johann Rudolf Wyss, Schweizer Autor (* 1782)
- 30. März: Ludwig I., Großherzog von Baden (* 1763)
- 06. April: Ludwig I., Landgraf von Hessen-Darmstadt (* 1753)
- 09. April: Friedrich Münter, deutscher evangelischer Theologe und Bischof (* 1761)
- 12. April: Christian Wilhelm Ahlwardt, deutscher Professor (* 1760)
- 17. April: Alexander Smyth, US-amerikanischer Politiker und General (* 1765)
- 18. April: José Maurício Nunes Garcia, brasilianischer Komponist (* 1767)
- 22. April: Miguel Domínguez, mexikanischer Beamter und Politiker (* 1756)
- 25. April: Euchar von Adam, Leiter des Generalvikariats im Bistum Eichstätt (* 1748)
- 27. April:  Anton Wilhelm Stephan Arndts, deutscher Professor (* 1765)

### Mai bis August
- 03. Mai: Karl Joseph von Aulock, deutscher Titularbischof (* 1771)
- 09. Mai: Wilhelm Heinrich Ernst von Arnim, preußischer Landrat (* 1756)
- 15. Mai: Dominique Joseph Vandamme, französischer General (* 1770)
- 16. Mai: Joseph Fourier, französischer Mathematiker und Physiker (* 1768)
- 30. Mai: Carl Albrecht Wilhelm von Auer, preußischer Offizier und Beamter (* 1748)
- 04. Juni: Antonio José de Sucre, südamerikanischer Freiheitsheld (* 1795)
- 14. Juni: Christian Gottfried Daniel Stein, deutscher Geograph (* 1771)

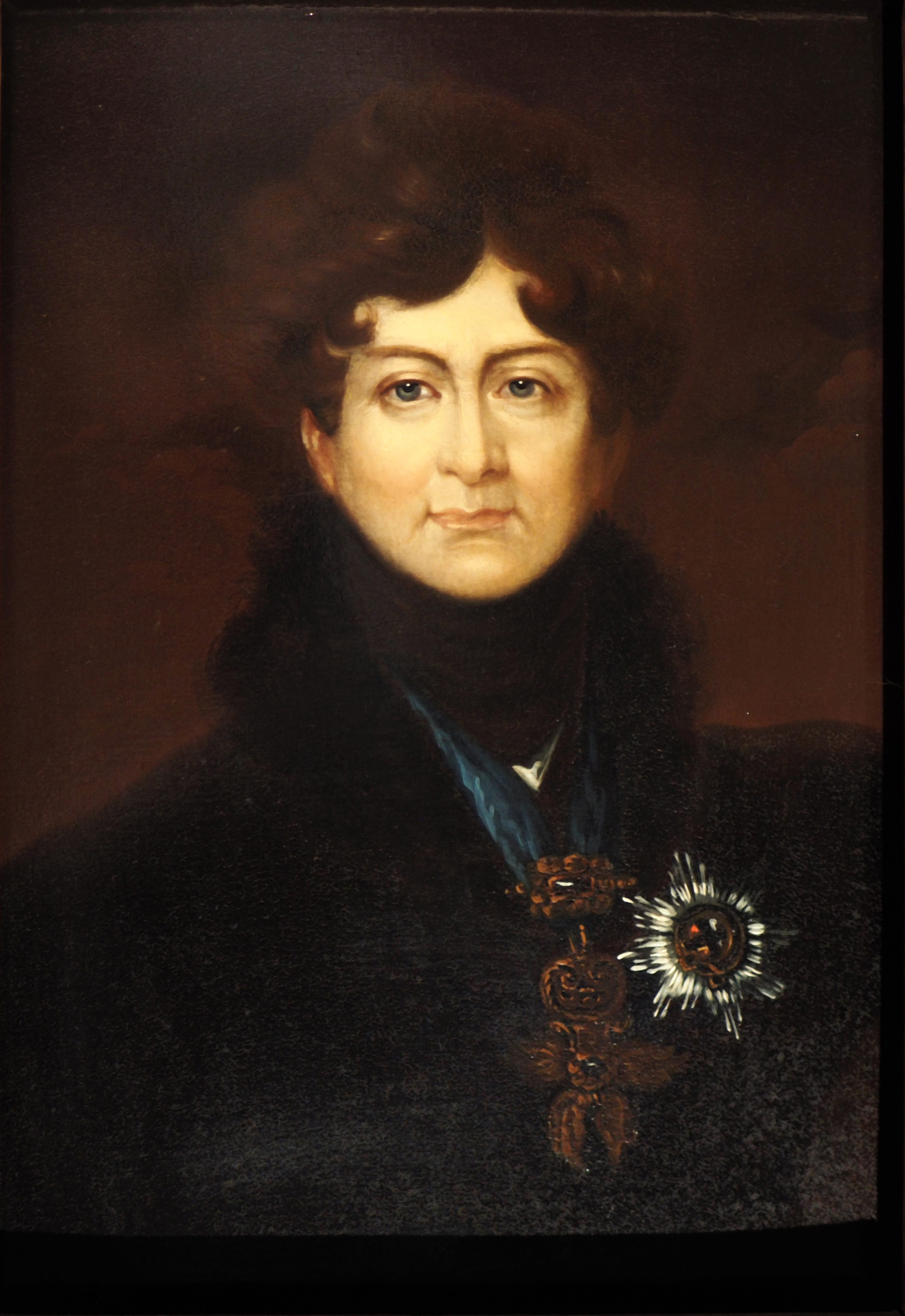
George IV.

- 26. Juni: Georg IV., König von Großbritannien, Irland und Hannover (* 1762)
- 30. Juni: Friedrich von Motz, preußischer Staatsmann, Finanzminister, Regierungspräsident (* 1775)
- 04. Juli: Friedrich Delbrück, preußischer Theologe und Pädagoge (* 1768)
- 10. Juli: Heinrich Backofen, deutscher Komponist und Klarinettist (* 1768)
- 13. Juli: Thomas Staines, britischer Seeoffizier (* 1776)
- 15. Juli: Gottlob Heinrich von Lindenau, sächsischer Kammerherr, Kreisoberforstmeister (* 1755)
- 21. Juli: Samuel W. Dana, US-amerikanischer Politiker (* 1760)
- 24. Juli: Carl Gustav Jochmann, deutscher Publizist (* 1789)
- 02. August: Jean-Chrysostôme Bruneteau de Sainte-Suzanne, französischer General (* 1773)
- 02. August: Friedrich David Gräter, Begründer der wissenschaftlichen Nordistik in Deutschland (* 1768)
- 19. August: Friedrich Wilhelm Agthe, deutscher Komponist und Kreuzkantor (* 1796)
- 23. August: Ferdinand Friedrich von Anhalt-Köthen, Fürst von Anhalt-Köthen (* 1769)
- 26. August: Heinrich Lohstöter, deutscher Orgelbauer (* um 1800)
- 27. August: Louis VI. Henri Joseph, Fürst von Condé (* 1756)
- 27. August: Louis-Philippe de Ségur, Graf von Segur d’Aguesseau, französischer Diplomat (* 1753)

### September bis Dezember
- 06. September: Charles Pole, britischer Admiral (* 1757)
- 15. September: William Huskisson, englischer Politiker und erstes prominentes Todesopfer eines Eisenbahnunfalls (* 1770)
- 18. September: William Hazlitt, englischer Essayist und Schriftsteller (* 1778)
- 03. Oktober: Robert Lefèvre, französischer Maler (* 1755)
- 04. Oktober: Ludwig Yorck von Wartenburg, preußischer Feldmarschall (* 1759)
- 04. Oktober: John Parker Boyd, US-amerikanischer Söldner und General (* 1764)
- 05. Oktober: José Gregorio Argomedo, chilenischer Anwalt und Politiker (* 1767)
- 27. Oktober: August von Goethe, Sohn von Johann Wolfgang von Goethe (* 1789)
- 27. Oktober: Gotthelf Wilhelm Christoph Starke, deutscher evangelischer Theologe und Pädagoge (* 1762)
- 08. November: Franz I., König von Sizilien und Neapel (* 1777)
- 09. November: Jan Śniadecki, polnischer Mathematiker und Astronom (* 1756)
- 18. November: Franco Andrea Bonelli, italienischer Zoologe, Ornithologe und Sammler (* 1784)
- 18. November: Adam Weishaupt, Gründer des Ordens der Illuminaten (* 1748)
- 21. November: Clement Storer, US-amerikanischer Politiker (* 1760)
- 29. November: Charles-Simon Catel, französischer Komponist und Professor (* 1773)
- 29. November: Hans Moritz Hauke, Berufssoldat, diente unter Napoleon, später in der russischen Armee (* 1775)
- 30. November: Pius VIII., Papst von 1829 bis 1830 (* 1761)
- 02. Dezember: August Gottfried Wilhelm Andreae, preußischer Beamter (* 1757)
- 04. Dezember: William Branch Giles, US-amerikanischer Politiker (* 1762)
- 08. Dezember: Benjamin Constant, französisch-schweizerischer Schriftsteller (* 1767)
- 09. Dezember: Stephen R. Bradley, US-amerikanischer Politiker (* 1754)
- 15. Dezember: Moritz Kellerhoven, deutscher Porträtmaler und Radierer (* 1758)

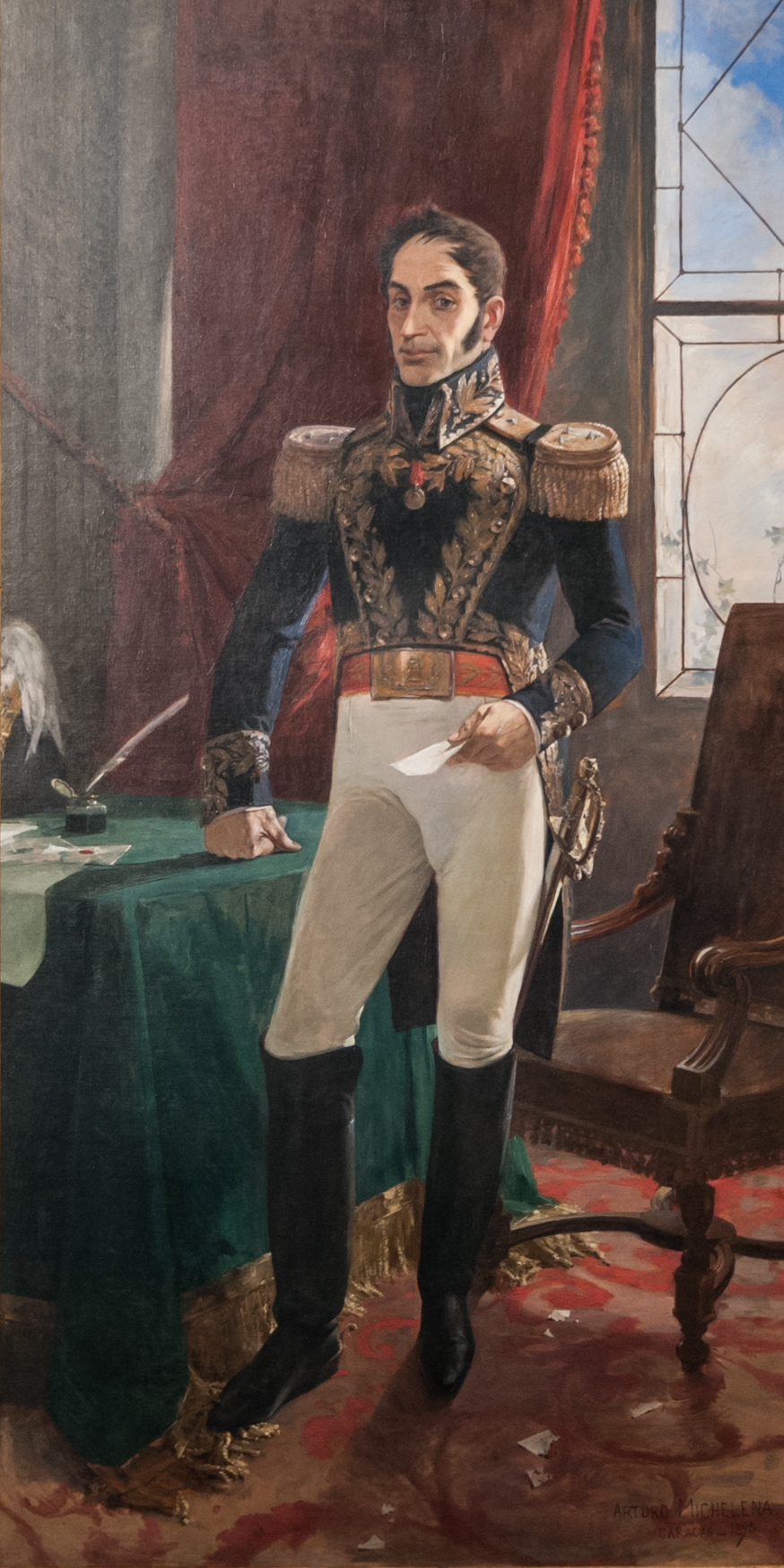
Simón Bolívar

- 17. Dezember: Simón Bolívar, südamerikanischer Widerstandskämpfer und Politiker (* 1783)
- 23. Dezember: Wolfgang Schlichtinger, österreichischer katholischer Geistlicher (* 1745)
- 26. Dezember: Heinrich August Typke, deutscher evangelischer Theologe (* 1744)
- 28. Dezember: Therese Krones, österreichische Schauspielerin (* 1801)
- 31. Dezember: Félicité de Genlis, französische Schriftstellerin (* 1746)
- 00. Dezember: Karl Friedrich Wilhelm Wasmuth von Wintzingerode (* 1772), deutscher Forstbeamter

### Genaues Todesdatum unbekannt
- Dudley Adams, englischer Instrumentenhersteller (* 1762)
- Atçalı Kel Mehmet Efe, osmanischer Zeybek (* 1780)